# 2020年の鉄道
2020年の鉄道（2020ねんのてつどう）とは、2020年（令和2年）に起こった鉄道関係の出来事をまとめたページである。
2019年の鉄道 - 2020年の鉄道 - 2021年の鉄道

## 出来事の一覧

### 1月
- 1月3日
  -  東京地下鉄
    - （駅移設） 渋谷駅（銀座線）[1][2]

  -  台湾鉄路管理局
    - （複線化） 成追線 (2.2 km)[3]
- 1月5日
  -  シドニー・トレインズ
    - （運行休止） カーリングフォード線（英語版） クライド駅（英語版） - カーリングフォード駅（英語版）（7.19 km、ライトレール改造予定のために閉鎖）[4]
- 1月8日
  -  中国鉄路
    - （新駅開業） 蘭中都市間鉄道 福利区駅[5]
- 1月9日
  -  中国鉄路
    - （延伸開業） 成昆線複線 永仁駅（中国語版） - 攀枝花南駅（中国語版）[6]
- 1月10日
  -  中国鉄路
    - （延伸開業） 長株潭都市間鉄道（中国語版）（烏山短絡線） 長沙西駅（中国語版） - 烏山駅（中国語版）[7]
- 1月20日
  -  石家荘地下鉄
    - （延伸開業） 3号線 市二中駅（中国語版） - 西三荘駅 (5.4 km)[8]
- 1月23日
  -  ロシア鉄道（モスクワ鉄道支社）
    - （新駅開業） オスタフィエボ駅（モスクワ中央径線D2線）[9]
- 1月26日
  -  南東ペンシルベニア交通局
    - （運行休止） 15系統（英語版）（ジラード大通り線）[10]
- 1月31日
  -  シンガポールMRT
    - （新規開業） トムソン・イーストコースト線 ウッドランズ・ノース駅 - ウッドランズ・サウス駅（英語版）[11]

  -  台北捷運[12]
    - （新規開業）環状線 大坪林駅 - 新北産業園区駅 (15.4 km)
    - （新駅開業）十四張駅、秀朗橋駅、景平駅、中和駅、橋和駅、中原駅、板新駅、新埔民生駅、幸福駅

### 2月
- 2月1日
  -  阪堺電気軌道
    - （駅移設） 恵美須町駅[13]

  -  鹿児島市交通局
    - （運行休止）鹿児島市電第一期線 桜島桟橋通停留場  - 鹿児島駅前停留場（鹿児島駅前停留場の建て替え工事のため運休。2021年3月27日に運行再開）[14]。

  -  バルセロナ地下鉄
    - （延伸開業） 10号線南線 フォク駅（カタルーニャ語版） - ソナ・フランカ駅（カタルーニャ語版）[15]

  -  コーチ・メトロ
    - （駅名改称） 市役所駅 ← リジー駅[16]
- 2月7日
  -  ハイデラバード・メトロ（英語版）
    - （新規開業） グリーンライン ジュビリー・バス・ステーション駅 - マハトマ・ガンディー・バス・ステーション駅（英語版） (11 km)[17]
- 2月13日
  -  コルカタ・メトロ
    - （新規開業） 2号線（英語版）（東西線） ソルトレーク・セクターV駅（英語版） - ソルトレーク・スタジアム駅（英語版） (5.54 km)[18][19]
- 2月14日
  -  香港MTR[20]
    - （新規開業）沙中線 大囲駅 - 啓徳駅
    - （新駅開業）顕径駅、啓徳駅
    - （新運行系統）屯馬線：沙中線・馬鞍山線直通運転 (17 km)
- 2月15日
  -  タブリーズ・メトロ
    - （延伸開業）1号線（ペルシア語版） サアット広場駅（ペルシア語版） - ヌール駅[21]

  -  ビトリア＝ガステイス・トラム[22]
    - （延伸開業）イバイオンド線 アングレマ駅（スペイン語版） - バスク大学駅（スペイン語版） (2.81 km)
    - （延伸開業）アベチュコ線 アングレマ駅 - フロリダ駅（スペイン語版） (1.57 km)
- 2月22日
  -  富山地方鉄道・富山ライトレール
    - （会社合併） 富山ライトレールを富山地方鉄道に吸収合併[23][24]
- 2月29日
  -  ボルドー市電（フランス語版）
    - （延伸開業）D系統（フランス語版） ル・ブスカ市役所駅 - カンティノーユ駅 (6.3 km)[25]

### 3月
- 3月1日
  -  松浦鉄道
    - （nimoca導入） 西九州線 有田駅 - 佐世保駅間[26][27]

  -  ノーザン・トレインズ（英語版）・アリーヴァ・レール・ノース（英語版）
    - （移管） ノーザン・フランチャイズの運営権がアリーヴァ・レール・ノース（英語版）より公営企業のノーザン・トレインズ（英語版）に移管[28]
- 3月2日
  -  韓国鉄道公社
    - （延伸開業） 韓国高速鉄道 珍富駅 - 南江陵信号場 - 東海駅（嶺東線乗入）[29][30]
- 3月10日
  -  沖縄都市モノレール
    - （Suica導入） 沖縄都市モノレール線 那覇空港駅 - てだこ浦西駅間[31][32][33]
- 3月11日
  -  ロシア鉄道（モスクワ鉄道支社）[34]
    - （新駅開業） サニーノ駅（キエフスキー近郊線）
    - （駅再開） ポベダ駅（キエフスキー近郊線）
- 3月14日
  -  北海道旅客鉄道
    - （駅廃止） 古瀬駅（根室本線）、南弟子屈駅（釧網本線）[35][36]

  -  東日本旅客鉄道[37]
    - （新駅開業） 高輪ゲートウェイ駅（東海道本線〈山手線・京浜東北線〉 田町駅 - 品川駅間）[38]
    - （新駅開業） 赤岩港駅（気仙沼線 松岩駅 - 南気仙沼駅間）[39][40][41][42]
    - （新駅開業） 陸前今泉駅（大船渡線 長部駅 - 奇跡の一本松駅間）・大船渡丸森駅（大船渡線 細浦駅 - 下船渡駅間）・地ノ森駅・田茂山駅（いずれも大船渡線 大船渡駅 - 盛駅間）[39][43][44]
    - （駅移設） 南気仙沼駅（気仙沼線）[39][41][42]
    - （常設駅格上げ） Jヴィレッジ駅（常磐線）[45][46]
    - （駅本設化） 小田栄駅（南武線〈南武支線〉）[47][36]、あしかがフラワーパーク駅（両毛線）[48][36]
    - （駅名改称） 龍ケ崎市駅 ← 佐貫駅（常磐線）[49][50]
    - （Suica導入） 鹿島線 香取駅 - 鹿島サッカースタジアム駅（臨時駅）間（首都圏エリア）[51][52]
    - （Suica導入） 常磐線 草野駅 - 浪江駅間（首都圏エリア）、小高駅 - 磐城太田駅間（仙台エリア）[53][54][55]

  -  東海旅客鉄道
    - （新駅開業） 御厨駅（東海道本線 袋井駅 - 磐田駅間）[56][57]
    - （駅廃止） 池の浦シーサイド駅（参宮線）[56][36]

  -  西日本旅客鉄道
    - （ICOCA導入）  和歌山線 五条駅 - 和歌山駅間、紀勢本線 海南駅 - 紀伊田辺駅間[58][59][36][注 1]

  -  四国旅客鉄道
    - （新駅開業） 南伊予駅（予讃線 北伊予駅 - 伊予横田駅間）[60][61]
    - （ICOCA導入） 詫間駅、観音寺駅、善通寺駅、琴平駅、栗林公園北口駅、栗林駅、屋島駅[62][63][36]
※既存のエリアと上記の駅又は上記駅の200 km以内相互間に限る[注 2]。

  -  日本貨物鉄道
    - （新駅開業） 松山貨物駅（予讃線 北伊予駅構内）[64]
    - （駅廃止） 松山駅（貨物駅）（予讃線）[64]

  -  京浜急行電鉄
    - （駅名改称） 大師橋駅 ← 産業道路駅（大師線）、花月総持寺駅 ← 花月園前駅、京急東神奈川駅 ← 仲木戸駅（本線）、逗子・葉山駅 ← 新逗子駅（逗子線）、羽田空港第1・第2ターミナル駅 ← 羽田空港国内線ターミナル駅、羽田空港第3ターミナル駅 ← 羽田空港国際線ターミナル駅（空港線）[65][66][67]

  -  東武鉄道
    - （駅移設） 阿左美駅（桐生線）[68][69]

  -  東京モノレール
    - （駅名改称） 羽田空港第2ターミナル駅 ← 羽田空港第2ビル駅、羽田空港第1ターミナル駅 ← 羽田空港第1ビル駅、羽田空港第3ターミナル駅 ← 羽田空港国際線ビル駅[67][70]

  -  秋田内陸縦貫鉄道
    - （駅名改称）縄文小ヶ田駅 ← 小ヶ田駅[71]
- 3月20日
  -  京福電気鉄道
    - （駅名改称）等持院・立命館大学衣笠キャンパス前駅 ← 等持院駅[72][73]
- 3月21日
  -  富山地方鉄道
    - （駅移設） 富山駅北停留場（富山港線）を富山駅停留場（富山軌道線）に統合、相互直通運転を開始[74][75][36]
    - （駅名改称） 蓮町（馬場記念公園前）駅 ← 蓮町駅、萩浦小学校前駅 ← 大広田駅[76]、富山大学前停留場 ← 大学前停留場[77][36]
- 3月22日
  -  マンチェスター・メトロリンク
    - （新規開業）トラフォード公園線（英語版） コーンブルック駅（英語版） - イントゥ・トラフォード・センター駅（英語版） (5.5 km)[78][79]

  -  長崎電気軌道
    - （nimoca導入） 軌道線（全線）[80][81]
- 3月23日
  -  東日本旅客鉄道
    - （駅ナンバリング拡大） 中央本線 初狩駅 - 小淵沢駅間[82]
- 3月27日
  -  モスクワ地下鉄
    - （延伸開業）ネクラソフスカヤ線 コシノ駅（英語版） - レフォルトヴォ駅（英語版）[83]
- 3月28日
  -  コペンハーゲン地下鉄
    - （新規開業）4号線（デンマーク語版） コペンハーゲン中央駅 - オリエントカイ駅（デンマーク語版）[84]

  -  九州旅客鉄道
    - （駅高架化） 長崎本線 長崎駅・浦上駅（長崎駅 - 西浦上駅・肥前三川信号場間 計2.48 km高架化）[85][86]

  -  韓国鉄道公社
    - （新駅開業） 釜山院洞駅（釜山都市鉄道東海線 安楽駅 - 栽松駅間）[87]
    - （運行系統延伸） 首都圏電鉄京義・中央線 文山駅 - 臨津江駅 (6.0 km)[88]

### 4月
- 4月1日
  -  東日本旅客鉄道
    - （鉄道事業廃止） 気仙沼線 柳津駅 - 気仙沼駅間[89][90][注 3]
    - （鉄道事業廃止） 大船渡線 気仙沼駅 - 盛駅間[89][90][注 3]

  -  札幌市交通事業振興公社
    - （移管） 札幌市電を札幌市交通局から移管。[91]
- 4月3日
  -  CBD・アンド・サウスイースト・ライトレール
    - （新規開業）キングスフォード線（3号線） サーキュラー・キー駅 - ジュニアズ・キングスフォード駅[92][93]
- 4月4日
  -  ワルシャワ地下鉄
    - （延伸開業）2号線（ポーランド語版） ダシンスキ・ロータリー駅（ポーランド語版） - ヤヌシュ王子駅（ポーランド語版） (3.4 km)[94]
- 4月15日
  -  中国鉄路
    - （新駅開業） 寧波舟山港鉄道 穿山港駅[95]
- 4月16日
  -  中国鉄路
    - （新規開業） 鉄山港進港鉄道[96]
- 4月17日
  -  北海道旅客鉄道
    - （運行休止） 札沼線 北海道医療大学駅 - 新十津川駅間 (47.6 km)[97]
- 4月23日
  -  杭州地下鉄[98]
    - （延伸開業） 5号線 金星駅 - 良睦路駅（中国語版）、善賢駅 - 姑娘橋駅 (33.89 km)
    - （新規開業） 16号線 九州街駅（中国語版） - 緑汀路駅 (35.12 km)
- 4月29日
  -  瀋陽地下鉄
    - （新規開業） 10号線 丁香湖駅（中国語版） - 張沙布駅（中国語版）(27.21 km)[99]

### 5月
- 5月1日
  -  天水有軌電車
    - （新規開業） 1号線 五里舗駅 - 天水駅 (12.928 km)[100]
- 5月7日
  -  北海道旅客鉄道
    - （路線廃止） 札沼線 北海道医療大学駅 - 新十津川駅 (47.6 km)[101][102][103]
    - （駅廃止） 石狩金沢駅、本中小屋駅、中小屋駅、月ヶ岡駅、知来乙駅、石狩月形駅、豊ヶ岡駅、札比内駅、晩生内駅、札的駅、浦臼駅、鶴沼駅、於札内駅、南下徳富駅、下徳富駅、新十津川駅

  -  三井化学・三池港物流
    - （路線休止） 大牟田工場専用鉄道（旭町線） 宮浦駅 - 旭町駅 (1.8 km)[104]
- 5月11日
  -  モントリオール大都市圏交通局
    - （運行休止） ドゥ＝モンターニュ線（英語版） ボア＝フランク駅（英語版） - モントリオール中央駅（高速大都市圏路線網所属のライトレール改造のために閉鎖）[105]
- 5月16日
  -  中国鉄路
    - （駅再開） 広深線 石灘駅（中国語版）[106]
- 5月18日
  -  三陸鉄道
    - （新駅開業） 新田老駅（リアス線 田老駅 - 摂待駅間）[107][108][109]
- 5月25日
  -  中国鉄路
    - （駅廃止・新線切替） 成昆線 紅江駅（中国語版）、大湾子駅（中国語版）、師荘駅（中国語版）、新江駅（中国語版）（烏東徳ダム（中国語版）の湛水により）[110]
- 5月30日
  -  中国鉄路
    - （新規開業） 内蒙古伊泰広聯煤化有限責任公司鉄路専用線 (本線5.965 km、環状線3.536 km)[111]

  -  寧波軌道交通
    - （延伸開業） 2号線 清水浦駅（中国語版） - 聡園路駅（中国語版） (5.6 km)[112]

### 6月
- 6月1日
  -  東日本旅客鉄道
    - （ホーム移設） 渋谷駅（埼京線・湘南新宿ライン）[113][114]

  -  京阪電気鉄道
    - （運賃改定） 鋼索線[115]
    - （PiTaPa導入） 鋼索線 ケーブル八幡宮口駅 - ケーブル八幡宮山上駅間[115]

  -  大阪高速鉄道
    - （社名変更） 大阪モノレール ← 大阪高速鉄道[116]

  -  北神急行電鉄・神戸高速鉄道・神戸市交通局
    - （移管） 北神急行電鉄北神線を神戸市営地下鉄に編入[117][118][119]
- 6月5日
  -  バンコク・スカイトレイン
    - （延伸開業） スクムウィット線 カセサート大学駅 - ワット・プラシーマハタート駅 (4.3 km)[120][121]
- 6月6日
  -  東京地下鉄
    - （新駅開業） 虎ノ門ヒルズ駅（日比谷線 霞ケ関駅 - 神谷町駅間）[122][123][124]
    - （乗換駅設定）
      - 虎ノ門駅（銀座線）⇔虎ノ門ヒルズ駅（日比谷線）[125]
      - 銀座駅（銀座線・日比谷線・丸ノ内線）⇔銀座一丁目駅（有楽町線）[125]

    - （改札外乗換制限時間延長） 改札外乗換の制限時間を30分→60分に延長[125]

  -  東京都交通局（都営地下鉄）
    - （改札外乗換制限時間延長） ICカード利用時の改札外乗換の制限時間を30分→60分に延長[126][注 4]
- 6月13日
  -  バート
    - （延伸開業） ベリーエッサ・ノース・サンノゼ・リッチモンド線（英語版）（オレンジ線） ワーム・スプリングズ・サウス・フレモント駅（英語版） - ベリーエッサ・ノース・サンノゼ駅（英語版） (16 km)[127][128]
- 6月25日
  -  中国鉄路
    - （駅名改称） 火龍崗駅（中国語版） ← 蕪湖南駅、蕪湖南駅（中国語版） ← 弋江駅[129]
- 6月28日
  -  中国鉄路
    - （延伸開業） 京港高速鉄道（商杭旅客専用線（中国語版）、商合杭高鉄） 合肥北城駅（中国語版） - 合肥駅 - 湖州駅（中国語版） (309 km)[130]

  -  長沙地下鉄[131][132]
    - （新規開業） 3号線 山塘駅 - 広生駅 (36.5 km)
    - （新規開業） 5号線 毛竹塘駅 - 水渡河駅 (22.5 km)
- 6月29日
  -  ロシア鉄道（モスクワ鉄道支社）
    - （新駅開業） スラビアンスキー大通り駅（モスクワ中央径線D1線）[133]
- 6月30日
  -  中国鉄路
    - （新規開業） 北京市郊外鉄道通密線（中国語版） 通州西駅（中国語版） - 密雲北駅（中国語版） (83.4 km、支線含む)[134]
    - （新規開業） 北京市郊外鉄道通密線（支線） 懐柔駅（中国語版） - 懐柔北駅（中国語版）[134]
    - （延伸開業） 北京市郊外鉄道城市副中心線 北京西駅 - 良郷駅（中国語版） (31 km)[134]
    - （新規開業） 赤喀高速鉄道（中国語版） 喀左駅（中国語版） - 赤峰駅 (156 km)[135]
    - （延伸開業） 格庫線 ゴルムド駅 - 茫崖鎮駅 (505.6 km)[136]

  -  杭州地下鉄[137]
    - （新駅開業） 2号線 下寧橋駅
    - （新駅開業） 5号線 火車南駅

  -  グダニスク市電
    - （延伸開業） 12系統 ラベンダーの丘駅 - ミゴヴォ駅 (2.6 km)[138]

### 7月
- 7月1日
  -  中国鉄路
    - （新規開業） 滬蘇通線 趙甸駅 - 安亭西駅 (143 km)[139]
    - （駅名改称） 贛州国際港駅 ← 南康駅[140]
    - （旅客取扱開始） 青蔵鉄道 不凍泉駅（中国語版）[141]

  -  紹興軌道交通
    - （延伸開業） 城際線（国鉄蕭甬線） 銭清駅 - 杭州南駅[142][143]

  -  広州有軌電車
    - （新規開業） 黄埔有軌電車1号線 地下鉄長平駅 - 新豊路駅 (7.7 km)[144]
- 7月7日
  -  アテネ地下鉄
    - （延伸開業） 3号線 アギア・マリーナ駅（ギリシア語版） - ニカイア駅（ギリシア語版） (4 km)[145][146]
- 7月8日
  -  中国鉄路
    - （新規開業） 安六高速鉄道（中国語版） 安順西駅 - 六盤水駅 (125 km)[147]
- 7月12日
  -  東日本旅客鉄道
    - （駅移設） 飯田橋駅（中央本線〈中央・総武緩行線〉）[148][149]
- 7月13日
  -  ロシア鉄道（モスクワ鉄道支社）
    - （新駅開業） クリヤノボ駅（モスクワ中央径線D2線）[150]
- 7月18日
  -  四国旅客鉄道・阿佐海岸鉄道
    - （運行休止） 牟岐線 牟岐駅 - 海部駅（阿波海南駅 - 海部駅間のDMV転換工事のため2021年1月31日まで運行休止）[151][152][153]
- 7月28日
  -  中国鉄路
    - （貨物駅開業）広深線 平湖南駅（貨物駅）[154]

### 8月
- 8月8日
  -  ソウル交通公社
    - （延伸開業） ソウル交通公社5号線（河南線） 上一洞駅 - 河南豊山駅 (4.7 km)[155][156]
- 8月10日
  -  中国鉄路[157]
    - （複線化） 渝懐線（中国語版） 涪陵駅（中国語版） - 中嘴駅 (74 km)
    - （新駅開業）渝懐線 新白馬駅
    - （駅廃止）渝懐線 磨渓駅、白沙沱駅
- 8月13日
  -  中国鉄路
    - （新規開業） 楽清湾線 外垟駅 - 楽清湾駅 (76.78 km)[158][159]
- 8月16日
  -  カイロ地下鉄
    - （延伸開業） 3号線 エル・シャンス・クラブ駅 - アドリー・マンスール駅 (7 km)[160]
- 8月17日
  -  ストラスブール市電
    - （運行休止） F系統 フォーブル・ナショナル駅 - エルソ駅（新線切り替えのため）[161]
- 8月18日
  -  中国鉄路
    - （新規開業） 珠機都市間鉄道 珠海駅（中国語版） - 珠海長隆駅（中国語版） (16.86 km)[162]
    - （新規開業） 広石線 江村駅 - 石灘駅 (68.9 km)[163]

  -  深圳地下鉄[164]
    - （新規開業） 6号線 科学館駅 - 松崗駅 (49.4 km)
    - （新規開業） 10号線 福田口岸駅 - 双擁街駅（中国語版） (29.3 km)
- 8月25日
  -  上海軌道交通
    - （新駅開業）11号線 陳翔公路駅[165]
- 8月26日
  -  中国鉄路
    - （新規開業） 金浩特物流園専用線 呼和温都爾駅 - 金浩特駅 (7.319 km)[166]

  -  石家荘地下鉄
    - （新規開業） 2号線 柳辛荘駅 - 嘉華路駅 (15.5 km)[167][168]

  -  徐州地下鉄
    - （社名変更） 徐州地鉄集団 ← 徐州市城市軌道交通[169]

  -  ソフィア地下鉄
    - （新規開業） 3号線 ハッジ・ディミタル駅 - クラスノ・セロ駅 (8 km)[170]
- 8月29日
  -  タシュケント地下鉄
    - （延伸開業） ユヌサバード線 シャフリスタン駅 - トゥルキストン駅（ウズベク語版） (2.9 km)[171]

  -  ストラスブール市電
    - （延伸開業） F系統 フォーブル・ナショナル駅 - コンテ駅 (1.7 km)[172]

  -  カザン市電
    - （延伸開業） 5系統・5a系統（環状線） カザン旅客駅 - ミドハタ・ブラトフ通り駅 (全長34 km)[173][174]
- 8月30日
  -  タシュケント地下鉄
    - （新規開業） 環状線 ドゥストリクII駅 - クイリュク駅 (11 km)[175]
- 8月31日
  -  東日本旅客鉄道
    - （新駅舎開業・駅業務委託） 内房線 江見駅（江見駅郵便局と一体化した駅舎に建て替えると共に、日本郵便に乗車券の販売や列車の案内業務等を委託）[176][177]

  -  SNCF
    - （延伸開業） イルドフランストラム4号線 樹木園駅 - モンフェルメイユ病院駅 (0.7 km)[178][179]

  -  トゥールーズ市電[180]

- -     - （延伸開業） T1系統 エアロコンステレーション駅 - MEETT駅 (0.5 km)
    - （駅名改称）競馬場駅 ← ゼニト駅、ゼニト駅 ← カルトゥシェリー駅、カルトゥシェリー駅 ← カッセラルディ駅（いずれもT1系統・T2系統の共通駅）

### 9月
- 9月1日
  -  中国鉄路
    - （貨物ターミナル開業） 徳龍煙線 利津南駅[181]
- 9月2日
  -  中国鉄路
    - （ホーム移設） 渝懐線（複線） 彭水駅[182]
- 9月10日
  -  南寧軌道交通
    - （新駅開業） 3号線 東溝嶺駅[183]
- 9月12日
  -  韓国鉄道公社[184]
    - （延伸開業） 水仁線 水原駅 - 烏耳島駅 (31.7 km)
    - （新運行系統）首都圏電鉄水仁・盆唐線（水仁線・盆唐線直通運転） 清凉里駅 - 仁川駅 (106.9 km)

  -  グアダラハラ地下鉄
    - （新規開業） 3号線（スペイン語版） バスセンター駅（スペイン語版） - アルコス・デ・サポパン駅（スペイン語版） (21.5 km)[185][186]
- 9月15日
  -  ブカレスト地下鉄
    - （新規開業） M5号線 ドアムネイ川駅 - エロイロール駅 (7 km)[187]
    - （新規開業） M5号線支線 ロマンチエリロール駅 - イアロミツェイ渓谷駅
- 9月21日
  -  デンバー地域交通局
    - （新規開業） Nライン ユニオン駅 - イーストレイク・124丁目駅 (21 km)[188]
- 9月23日
  -  昆明軌道交通[189][190]
    - （新規開業） 4号線 金川路駅 - 昆明南駅 (43.422 km)
    - （延伸開業） 6号線 塘子巷駅 - 東部汽車站駅 (7.28 km)
- 9月24日
  -  中国鉄路
    - （新規開業） 陽大線 陽泉北駅 - 陽泉東駅 (46 km)[191]
- 9月27日
  -  中国鉄路
    - （新規開業） 衢寧線 衢州駅 - 寧徳駅 (379 km)[192]

  -  成都軌道交通
    - （新規開業） 18号線 成都南駅 - 三岔駅 (55.95 km)[193][194]

  -  寧波軌道交通
    - （延伸開業） 3号線 高塘橋駅 - 金海路駅 (21.53 km)[195]

  -  広州有軌電車
    - （延伸開業） 1号線 地下鉄長平駅 - 地下鉄香雪駅 (7.2 km)[196]
- 9月28日
  -  蘭州軌道交通
    - （新駅開業） 1号線 省政府駅[197]

  -  東営利港鉄路
    - （新規開業） 東営港疏港線 利津南駅 - 東営港駅 (114.24 km)[198][199]
- 9月30日
  -  秩父鉄道
    - （路線休止） 三ヶ尻線 熊谷貨物ターミナル駅 - 三ヶ尻駅 (3.86 km)[200]

  -  中国鉄路
    - （延伸開業） 北京市郊外鉄道懐柔密雲線 清河駅 - 北京北駅 (11.2 km)[201]

### 10月
- 10月1日
  -  阪堺電気軌道
    - （運賃改定）全線[202]

  -  伊予鉄道
    - （運賃改定）全線[203]

  -  中国鉄路
    - （延伸開業） 蒙宝線（箇碧石狭軌線、2003年の廃線区間の一部再開） 団山駅 - 石屏駅 (29.1 km)[204]

  -  フフホト地下鉄
    - （新規開業） 2号線 阿爾山路駅 - 塔利東路駅 (27.3 km)[205][206]
- 10月3日
  -  ウィーン市電
    - （延伸開業）O系統 プラターシュテルン駅 - ブルーノ・マレク・アレー駅 (1.4 km)[207]
- 10月4日
  -  コルカタ・メトロ
    - （延伸開業） 2号線（東西線） ソルトレーク・スタジアム駅 - プールバガン駅 (1.75 km)[19]

  -  オスロ市電 - 線路の切り替えにより運行系統の大幅変更[208]。
    - （路線廃止）カムレビエン線 鉄道広場駅 - オスロ病院駅
    - （新規開業）ビョルビカ線 ドロニング・ユーフェミアス・ゲート駅 - オスロ病院駅
    - （区間廃止）13系統 ドロニング・ユーフェミアス・ゲート駅 - グレフセン駅
    - （新規区間開業）13系統 ドロニング・ユーフェミアス・ゲート駅 - リャブル駅（ビョルビカ線経由）
    - （区間廃止）18系統 鉄道広場駅 - リャブル駅（カムレビエン線経由）
    - （新規区間開業）18系統 鉄道広場駅 - グレフセン駅
    - （区間廃止）19系統 ドロニング・ユーフェミアス・ゲート駅 - オスロ病院駅（カムレビエン線経由）
    - （新規区間開業）19系統 ドロニング・ユーフェミアス・ゲート駅 - オスロ病院駅（ビョルビカ線経由）
- 10月10日
  -  弘南鉄道[209]
    - （駅ナンバリング導入） 大鰐線（全線）

  -  三亜有軌電車[210]
    - （延伸開業） T1線 解放路駅 - 建港路駅
- 10月15日
  -  ニュルンベルク地下鉄
    - （延伸開業） U3線 グスタフ・アドルフ通り駅 - グロスレット・バイ・シュヴァイナウ駅 (1.1 km)[211]
- 10月25日
  -  ラホール・メトロ
    - （新規開業） オレンジ線 デラ・グジラン駅 - アリタウン駅 (27 km)[212][213]

  -  ドイツ鉄道（DBレギオ、ベルリンSバーン）
    - （駅名改称） ベルリン・ブランデンブルク空港ターミナル5駅 ← ベルリン・シェーネフェルト空港駅[214]
- 10月26日
  -  ドイツ鉄道（DBレギオ、DB長距離交通 、ベルリンSバーン） - ベルリン・ブランデンブルク国際空港の開業予定による鉄道先行開業[215][216]。
    - （延伸開業） グリューナウ・クロス - ベルリン・ブランデンブルク空港線 ベルリン・ブランデンブルク空港ターミナル5駅 - ベルリン・ブランデンブルク空港ターミナル1・2駅 (7.7 km)
    - （新規区間開業） S9系統・S45系統 ベルリン・ブランデンブルク空港ターミナル5駅 - ベルリン・ブランデンブルク空港ターミナル1・2駅
    - （新駅開業） ベルリン・ブランデンブルク空港駅（グラーゾアー・ダム東 - ボーンスドルフ南線）、ベルリン・ブランデンブルク空港ターミナル1・2駅（グリューナウ・クロス - ベルリン・ブランデンブルク空港線）
    - （再開業） ヴァスマンズドルフ駅（グリューナウ・クロス - ベルリン・ブランデンブルク空港線）[217]
- 10月27日
  -  アディフ
    - （延伸開業） マドリード・ガリシア高速鉄道線 サモラ駅 - ペドラルバ・デ・ラ・プラデリア駅 (110 km)[218]
- 10月28日
  -  イスタンブール地下鉄
    - （新規開業） M7号線 メチディエコイ駅 - マハムトベイ駅 (18 km)[219]

  -  無錫地下鉄
    - （新規開業） 3号線 蘇廟駅 - 碩放機場駅 (28.5 km)[220]

  -  深圳地下鉄[221]
    - （延伸開業） 2号線 新秀駅 - 蓮塘駅
    - （延伸開業） 3号線 益田駅 - 福保駅
    - （延伸開業） 4号線 清湖駅 - 牛湖駅 (10.8 km)[222]
    - （新規開業） 8号線 蓮塘駅 - 塩田路駅
- 10月31日
  -  四国旅客鉄道
    - （鉄道事業廃止） 牟岐線 阿波海南駅 - 海部駅間 (1.5 km)[223][224][225][226]

  -  東武鉄道
    - （新駅開業） みなみ寄居駅（東上本線 東武竹沢駅 - 男衾駅間）[227][228]

### 11月
- 11月1日
  -  阿佐海岸鉄道
    - （路線編入） 阿佐東線 阿波海南駅 - 海部駅間 (1.5 km)[229][230]

  -  高松琴平電気鉄道
    - （複線化） 琴平線 三条駅 - 太田駅間（2.3 km）[231]

- 11月3日
  -  ミンスク地下鉄
    - （新規開業） ゼレナルシュスカヤ線 記念日広場駅 - カヴァリスカヤ・スラバダ駅 (3.53 km)[232]
- 11月12日
  -  大井川鐵道
    - （新駅開業） 門出駅（大井川本線 合格駅 - 神尾駅間）[233][234]
    - （駅名改称） 合格駅 ← 五和駅（大井川本線）[233][235]
- 11月15日
  -  新北捷運[236]
    - （新規開業） 淡海軽軌藍海線 淡水漁人碼頭駅 - 浜海沙崙駅
    - （新駅開業） 淡水漁人碼頭駅、沙崙駅、台北海洋大学駅
- 11月19日
  -  パキスタン鉄道
    - （再開業） カラチ環状線 オランギ駅 - カラチ市駅 (14 km)[237]
- 11月23日
  -  南寧軌道交通[238]
    - （延伸開業） 2号線 玉洞駅 - 壇沢駅 (6.3 km)[239]
    - （新規開業） 4号線 洪運路駅 - 楞塘村駅 (20.70 km)[240]
- 11月24日
  -  素砂元時運営・韓国鉄道公社（首都圏電鉄）
    - （駅名改称） 時雨駅 ← 元谷駅（西海線）[241]
- 11月26日
  -  広州地下鉄
    - （延伸開業） 8号線 文化公園駅 - 滘心駅 (16.3 km)[242]
- 11月28日
  -  高松琴平電気鉄道
    - （新駅開業） 伏石駅（琴平線 三条駅 - 太田駅間）[243][244]

  -  徐州地下鉄
    - （新規開業） 2号線 客運北駅 - 新城区東駅 (24.25 km)[245]
- 11月30日
  -  広東城際鉄路運営（広州地下鉄）[246]
    - （新規開業） 広清都市間鉄道 花都駅 - 清城駅 (38.2 km)
    - （新規開業） 広州東環都市間鉄道 花都駅 - 白雲機場北駅 (22.6 km)

### 12月
- 12月1日
  -  中国鉄路
    - （新規開業） 京張都市間鉄道延慶支線 八達嶺西信号場 - 延慶駅 (9.33 km)[247]
    - （運行系統延伸） 北京市郊外鉄道S2線 八達嶺駅 - 延慶駅[248]
- 12月4日
  -  ベルリン地下鉄 - 5号線の延伸開業に伴い、延長区間のさらに先にある55号線は5号線の一部となる[249][250]。
    - （延伸開業） 5号線 ブランデンブルク門駅 - アレクサンダー広場駅 (2.2 km)
    - （路線合併） 55号線→5号線 ベルリン中央駅 - ブランデンブルク門駅 (1.8 km)
    - （新駅開業） 赤の市庁舎駅（5号線）
    - （新駅開業） ウンター・デン・リンデン駅（5号線・6号線）
    - （駅廃止） フランス通り駅（6号線）
- 12月6日
  -  西日本旅客鉄道
    - （複線化） 奈良線 山城多賀駅 - 玉水駅 (2.0 km)[251]
- 12月7日
  -  ナイジェリア鉄道
    - （新規開業） ラゴス・イバダン線 ラゴス駅 - イバダン駅 (156 km)[252][253]
- 12月11日
  -  中国鉄路
    - （延伸開業） 連鎮旅客専用線 淮安東駅 - 丹徒駅 (200 km)[254]
- 12月12日
  -  中国鉄路
    - （新規開業） 太焦高速鉄道 焦作駅 - 太原南駅 (372 km)[255]

  -  仁川交通公社
    - （延伸開業） 1号線 国際業務地区駅 - 松島タルビ祝祭公園駅 (0.8 km)[256]
- 12月13日
  -  ルンド市電
    - （新規開業） ルンド市電線 ルンド中央駅 - ESS（欧州核破砕中性子源）駅 (5.5 km)[257][258]
- 12月14日
  -  パリ・メトロ（グラン・パリ・エクスプレス）
    - （延伸開業） 14号線 サン＝ラザール駅 - サン＝トゥアン市役所駅[259]

  -  韓国鉄道公社
    - （駅移転） 安東駅（中央線）[260]
- 12月16日
  -  バンコク・メトロ[261][262]
    - （新規開業） ゴールド線 クルン・トンブリー駅 - クローンサーン駅 (1.8 km)
    - （延伸開業） スクムウィット線 ワット・プラシーマハタート駅 - クーコット駅
- 12月23日
  -  台湾鉄路管理局
    - （電化開業） 南迴線 枋寮駅 - 知本駅間[263]
- 12月26日
  -  太原軌道交通
    - （新規開業）2号線 尖草坪駅 - 西橋駅 (23.647 km)[264][265]
- 12月31日
  -  秩父鉄道
    - （路線廃止） 三ヶ尻線 熊谷貨物ターミナル駅 - 三ヶ尻駅 (3.86 km)[266]

### 2020年内
- -  中国鉄路
    - （路線廃止） 金温貨物線（旧金温線） 温州駅 - 温州東駅 (14.977 km)[267]

## 主なダイヤ改正

### 1月
- 1月1日
  -  新北捷運公司（淡海軽軌緑山線）[268]
- 1月3日
  -  東京地下鉄（銀座線）[1][2]
- 1月31日
  - 横浜市交通局（ブルーライン）[注 5][269]

### 2月
- 2月22日[36]
  - 京王電鉄
  - 東京都交通局（新宿線）

### 3月
- 3月2日
  -  韓国鉄道公社[270]
- 3月14日[36]
  - JRグループ[35][37][56][64]
  - 道南いさりび鉄道
  - 青い森鉄道
  - IGRいわて銀河鉄道
  - 秋田内陸縦貫鉄道[71]
  - 由利高原鉄道
  - 仙台空港鉄道
  - 埼玉高速鉄道
  - 東武鉄道（野田線）
  - 西武鉄道
  - 東急電鉄（東横線・目黒線）
  - 東京地下鉄（東西線・千代田線・有楽町線・南北線・副都心線）
  - 東京都交通局（三田線）
  - 小田急電鉄
  - 首都圏新都市鉄道[271]
  - 東葉高速鉄道
  - 横浜高速鉄道
  - 箱根登山鉄道
  - 鹿島臨海鉄道
  - 関東鉄道
  - 銚子電鉄
  - いすみ鉄道
  - 富士急行
  - 伊豆急行[272]
  - 三岐鉄道
  - 養老鉄道
  - 伊勢鉄道
  - 東海交通事業
  - 岳南電車
  - 天竜浜名湖鉄道
  - しなの鉄道
  - えちごトキめき鉄道[273]
  - 北越急行[274]
  - あいの風とやま鉄道[275]
  - IRいしかわ鉄道[276]
  - 近江鉄道
  - 近畿日本鉄道（けいはんな線・生駒鋼索線を除く）[277]
  - 伊賀鉄道
  - 阪神電気鉄道[278]
  - 阪急電鉄（神戸本線）
  - 大阪市高速電気軌道（谷町線）[279]
  - 山陽電気鉄道
  - 神戸電鉄
  - 井原鉄道
  - 土佐くろしお鉄道
  - 阿佐海岸鉄道
  - 福岡市交通局（七隈線）
  - 平成筑豊鉄道
  - 松浦鉄道
  - 島原鉄道
  - 南阿蘇鉄道
  - 肥薩おれんじ鉄道
- 3月21日
  - 富山地方鉄道（富山軌道線・富山港線）[77]
  - 福井鉄道[36]
- 3月28日
  - 東京都交通局（日暮里・舎人ライナー）[36]

### 4月
- 4月5日
  - 熊本市交通局[280]
- 4月6日
  - 広島電鉄[280]

### 5月
- 5月9日
  - 和歌山電鐵[280]
- 5月26日
  -  南京地下鉄（S1号線、S7号線、S9号線）[281]

### 6月
- 6月6日
  - 東武鉄道（伊勢崎線・野田線・日光線・鬼怒川線・亀戸線・宇都宮線）
  - 東京地下鉄（日比谷線）
  - 東急電鉄（田園都市線・大井町線）
  - 野岩鉄道
  - 上毛電気鉄道

### 7月
- 7月1日
  - 長崎電気軌道
- 7月18日
  - 阿佐海岸鉄道[152]
- 7月23日
  - 伊予鉄道[282]

### 9月
- 9月1日
  - 北条鉄道[283]

### 10月
- 10月17日
  - 大阪モノレール[284]
- 10月30日
  - 京王電鉄（井の頭線を除く）[285]
  - 東京都交通局（新宿線）[286]
- 10月31日
  - 大阪市高速電気軌道（御堂筋線・四つ橋線）[287]
  - 北大阪急行電鉄[288]
  - 関東鉄道（常総線）[289]
  - 東武鉄道（東上本線）[290]

### 11月
- 11月1日
  - 津軽鉄道[291]
- 11月16日
  - 広島電鉄[292]
  - 札幌市電[293]
- 11月28日
  - 高松琴平電気鉄道[243]
- 11月30日
  - 水間鉄道[294]

### 12月
- 12月13日
  - 樽見鉄道（樽見線）[295]
- 12月23日
  -  台湾鉄路管理局（南迴線）[263]

## 災害・不通・事故・事件など
新型コロナウイルスに関する、列車運休に関しては、日本国内は日本における2019年コロナウイルス感染症による社会・経済的影響#交通、中国本土（封鎖含む）・台湾などは2019年コロナウイルス感染症による社会・経済的影響#中国および台湾各項目を参照されたい。

### 1月
- 16日
  -  三陸鉄道
    - （運転再開）リアス線 陸中山田駅 - 津軽石駅 (17.3 km) （令和元年東日本台風（台風19号）のため2019年10月12日から不通）[296][297]
- 17日
  -  福島交通
    - （線路誤進入） 午後6時半ごろ、飯坂線の美術館図書館前駅で上り普通列車（2両編成）の先頭車両の一部が下り線路に誤進入した。同駅の下り線にはすれ違いのため下り列車（3両編成）が停車しており、運転士が誤進入に気づき緊急停止したため列車は30ｍ手前で停止し、両列車の乗客乗員約70人にけがはなかった。原因は美術館図書館前駅構内の分岐器の連結棒の破断によると見られる。飯坂線は事故直後から全線で運休し、分岐器の点検をして安全を確認した後、泉駅 - 飯坂温泉駅間で18日始発から、福島駅 - 泉駅間で18日午前10時55分に運転を再開した[298][299]。
- 27日
  -  小湊鉄道
    - （運転再開） 小湊鉄道線 養老渓谷駅 - 上総中野駅 (4.2 km) （低気圧による豪雨災害のため2019年10月25日から不通）[297][300][301]
- 28日
  -  東日本旅客鉄道
    - （災害・運転見合わせ） 架線支障物により吾妻線渋川駅 - 長野原草津口駅間が[302]、倒木により上越線 渋川駅 - 水上駅間が[303]、中央本線 高尾駅 - 大月駅間、青梅線 青梅駅 - 奥多摩駅間がそれぞれ運転見合わせ。いずれも同日中に運転再開[304][305]。
- 30日
  -  香港鉄路
    - （駅閉鎖）新型肺炎の感染拡大による中国本土側からの人の流入を遮断するために、0時より中国本土からの鉄道の終着駅である香港西九龍駅と紅磡駅が閉鎖された[306]。

### 2月
- 1日
  -  三陸鉄道
    - （運転再開）リアス線 田野畑駅 - 普代駅 (9.3 km) （令和元年東日本台風のため2019年10月12日から不通）[297][307][308]
- 6日
  -  TAV
    - （脱線事故）午前5時過ぎ、ミラノ中央発サレルノ行きの高速鉄道列車がミラノ-ボローニャ高速線を走行中、ミラノ南東約50kmのローディ付近で脱線。運転士2人が死亡、乗客31人が負傷[309][310]。
- 20日
  -  NSWトレインリンク
    - （脱線事故）午後7時50分ごろ、シドニー中央発サザン・クロス行きのXPT列車が北東線を走行中、ビクトリア州の州都・メルボルン北東約45kmのウォレン付近で脱線。運転士2人が死亡、乗客12人が負傷[311]。
- 21日
  -  東日本旅客鉄道
    - （運転再開） 吾妻線 長野原草津口駅 - 大前駅（令和元年東日本台風のため2019年10月12日から不通）[312][313][314]
- 23日
  -  オーストリア連邦鉄道・ イタリア鉄道
    - （入国拒否） イタリア北部での2019新型コロナウイルスの感染拡大により、夜9時前、オーストリア当局はイタリアからのヴェネツィア発ミュンヘン行きユーロシティ列車に対し、入国拒否の措置を取った。当該列車には発熱の症状があるドイツ人2人が乗車し、2人は既にヴェローナ駅でイタリア当局により下車させられたが、オーストリアは入国許可を出さなかった。同日深夜、オーストリア当局はイタリアとの国境を越える全列車の運行を一時停止させたが、2人の陰性判定を受けた後に列車の運行を再開させた[315][316]。

### 3月
- 5日
  -  TGV
    - （脱線事故） 午前7時45分ごろ、盛土の崩壊により、コルマール（フランス語版）発パリ東行きのTGV2350号列車はバ＝ラン県サヴェルヌ付近のインゲンハイムとザエッソルスハイムの間で脱線。運転士を含む22人が重軽傷[317][318]。
- 9日
  -  西日本旅客鉄道
    - （脱線事故） 午前5時50分ごろ、芸備線の東城駅 - 備後八幡駅間で崩れた土砂に列車が乗り上げて脱線した。列車は1両編成で、乗客はおらず、運転士にけがはなかった。これにより東城駅 - 備後落合駅間で運転を見合わせた[319]。
- 10日
  -  北海道旅客鉄道
    - （災害・運休） 低気圧が接近し、雨や融雪により線路の冠水などが発生するおそれがあることから、根室本線釧路駅 - 根室駅間で始発から、釧網本線釧路駅 - 網走駅間で午前9時頃から、根室本線釧路駅 - 帯広駅間で午前10時頃から、帯広駅 - 新得駅間で午後1時頃から、石北本線上川駅 - 北見駅間で午後3時半頃から、北見駅 - 網走駅間で午後4時半頃から運転見合わせ[320]。
- 11日
  -  北海道旅客鉄道[321][322]
    - （災害・運休） 雨や融雪の影響により、留萌本線深川駅 - 留萌駅間で終日運転見合わせ。根室本線富良野駅 - 東鹿越駅間でも運転見合わせ。これらの区間は13日までに運転再開した。釧網本線遠矢駅 - 釧路湿原駅間で土砂流入が、釧路湿原駅 - 細岡駅間で路盤流失が、茅沼駅 - 塘路駅間や根室本線落石駅構内で線路冠水などが確認され、翌12日には、釧網本線釧路駅 - 知床斜里駅間と根室本線釧路駅 - 根室駅間について少なくとも1週間の運転見合わせが発表された[323]。
    - （運転再開） 根室本線新得駅 - 池田駅間、石北本線遠軽駅 - 網走駅間、上川駅 - 遠軽駅間で順次運転再開。
- 12日
  -  北海道旅客鉄道
    - （運転再開） 釧網本線 知床斜里駅 - 網走駅（雨や融雪の影響により3月10日より運転見合わせ）[324]
- 13日
  - （災害・運休） 石川県能登地方を震源とする地震により、一部列車が運休[325]。
    -  西日本旅客鉄道
      - 七尾線 七尾駅 - 羽咋駅間で始発より一部運休。

    -  のと鉄道
      - 七尾線 七尾駅 - 穴水駅間で始発より一部運休。
- 14日
  -  東日本旅客鉄道
    - （運転再開） 常磐線 富岡駅 - 浪江駅（帰還困難区域内、東日本大震災および福島第一原子力発電所事故のため2011年3月11日から不通）[46][54][55][326][327]
    - （単線化） 大野駅 - 双葉駅間

  -  三陸鉄道
    - （運転再開）リアス線 普代駅 - 久慈駅（令和元年東日本台風のため2019年10月12日から不通）[314][328][329]
- 18日
  -  北海道旅客鉄道
    - （運転再開） 根室本線 釧路駅 - 厚岸駅（雨や融雪の影響により3月10日より運転見合わせ）[324][330][304]

  -  長良川鉄道
    - （脱線事故） 午後2時45分ごろ、北濃発美濃太田行き普通列車（ナガラ3形、1両編成）が美濃太田駅の手前約300 mの地点で前輪が右方向に脱輪した。運転士と乗客10人のうち、乗客1人が頭の痛みを訴えており救急搬送された[331]。この事故により美濃太田 - 関駅間が運休となり、翌19日から代行バスで対応していた[332]。
- 20日
  -  三陸鉄道
    - （運転再開）リアス線 釜石駅 - 陸中山田駅（令和元年東日本台風のため2019年10月12日から不通）[314][328][333]
- 27日
  -  ニューヨーク市地下鉄
    - （車両火災） 午前3時15分ごろ、フラットブッシュ・アベニュー-ブルックリン・カレッジ発ウェイクフィールド-241丁目行きの深夜緩行列車が96丁目駅とセントラル・パーク・ノース-110丁目駅の間で出火。セントラル・パーク・ノース-110丁目駅に停車した後、駅内で救助活動をしていた運転士が死亡、乗客ら16人が負傷[334][335]。ニューヨーク市警察によると、同じ時間帯に86丁目駅、96丁目駅、116丁目駅で火災の報告があったため、放火の可能性が高いと見られる[336]。
- 28日
  -  北海道旅客鉄道
    - （運転再開） 釧網本線 緑駅 - 知床斜里駅（雨や融雪の影響により3月10日より運転見合わせ）[324][304]
- 29日
  -  東日本旅客鉄道
    - （災害・運転見合わせ）倒木により篠ノ井線 松本駅 - 篠ノ井駅間[337]、大糸線 信濃大町駅 - 南小谷駅間が[338]、倒竹により吾妻線が[339]運転見合わせ。大糸線以外は同日中に、大糸線は翌30日中に運転再開[304]。

  -  東武鉄道
    - （運転見合わせ）日光線 下今市駅 - 東武日光駅間で一時運転見合わせ[304]。

  -  西武鉄道
    - （運転見合わせ）山口線 遊園地西駅 - 西武球場前駅間で一時運転見合わせ[304]。

  -  わたらせ渓谷鐵道
    - （運転見合わせ）わたらせ渓谷線 大間々駅 - 間藤駅間で一時運転見合わせ[304]。
- 30日
  -  中国鉄路
    - （脱線事故） 11時40分ごろ、京広線馬田墟駅（中国語版） - 栖鳳渡駅（中国語版）間を走行するT179次列車（中国語版）（済南発広州行き）が崩落した法面に衝突し、2〜6両が脱線横転。乗務する鉄道警察官1人が死亡、100人以上が負傷[340][341]。

### 4月
- 1日
  -  長良川鉄道
    - （運転再開） 越美南線 美濃太田駅 - 関駅間（3月18日の脱線事故により運転見合わせ）[342]
- 3日
  -  北海道旅客鉄道
    - （運転再開） 根室本線 厚岸駅 - 根室駅（雨や融雪の影響により3月10日より運転見合わせ）[324][343][304]
- 10日
  -  台湾鉄路管理局
    - （脱線事故） 台湾高雄市仁武区高楠里の縦貫線新左営駅 - 楠梓駅間で踏切を横断中に切り返し作業をしていた付近のトレーラー車に第3198区間車が衝突。列車は前3両が脱線し、1両目が大破。運転士1名と乗客3名が負傷した[344]。
- 17日
  -  北海道旅客鉄道
    - （運転再開） 釧網本線 東釧路駅 - 緑駅（雨や融雪の影響により3月10日より運転見合わせ）[324][304]
- 21日
  -  長崎電気軌道
    - （脱線事故） 午後3時25分、市民会館交差点で赤迫発蛍茶屋行きの3号系統列車が脱線[345][346]。
- 24日
  -  西日本旅客鉄道
    - （運転再開） 芸備線 東城駅 - 備後落合駅（土砂災害により3月9日より運転見合わせ）[347][348]

### 5月
- 8日
  -  インド鉄道
    - （人身事故） 朝、マハーラーシュトラ州アウランガーバード県（英語版）の線路脇（バッドナプール駅 - カルマッド駅間）で休憩していたマディヤ・プラデーシュ州出身の出稼ぎ労働者がチャーラパリ発Panewadi行きの貨物列車に轢かれた。16人死亡。彼らは新型コロナウイルス感染症の流行により、働き先のマハーラーシュトラ州ジャールナーからブサワル駅（英語版）へ徒歩で移動し、そこから「シュラミック（英語版）」特急に乗り帰郷する予定であった[349][350]。

  -  東日本旅客鉄道
    - （脱線事故） 午後3時55分ごろ、外房線の安房鴨川駅 - 安房天津駅間の直線区間を走行していた安房鴨川発千葉行き普通列車（6両編成）の1両目が脱線[351]。その後、千葉県警などの捜査で鴨川市内に住む10歳の男児が現場近くのレールに置き石をしていたことが判明し、6月19日に児童相談所に書類送致した[352]。

### 6月
- 12日
  -  京成電鉄
    - （脱線事故） 午前10時15分ごろ、青砥駅構内で京成高砂発羽田空港行き普通電車（8両編成、京急線内快特）の7両目が脱線。乗客乗員にけがなし[353][354]。これにより本線の千住大橋 - 市川真間駅間、押上線の八広 - 青砥駅間、成田空港線（成田スカイアクセス線）の京成高砂 - 成田空港駅間（北総鉄道北総線を除く）が運行休止[355]。
- 22日
  -  阪神電気鉄道
    - （脱線事故） 午後5時45分ごろ、阪神電気鉄道尼崎工場で、相互直通運転を実施している山陽電鉄の電車（6両編成）が車止めに乗り上げ、脱線して止まった。列車には阪神電気鉄道の社員ら4人のみが乗車しており、事故の衝撃で運転士が軽傷を負った[356]。

### 7月
- 4日
  -  東日本旅客鉄道
    - （運転再開） 水郡線 西金駅 - 袋田駅（令和元年東日本台風のため2019年10月12日から不通）[357][358]

  - （災害・運休） 令和2年7月豪雨災害の影響で、九州南部を中心とした各地で不通が発生[359][360][361][362]。
    -  東海旅客鉄道
      - 飯田線 中部天竜駅 - 平岡駅間で始発より運転見合わせ。

    -  西日本旅客鉄道
      - 紀勢本線 周参見駅 - 白浜駅間で朝9時頃から運転見合わせ。昼頃に運転再開。

    -  四国旅客鉄道
      - 予讃線 八幡浜駅 - 宇和島駅間、土讃線 大歩危駅 - 土佐山田駅間・須崎駅 - 窪川駅間、予土線 宇和島駅 - 窪川駅間で朝から運転見合わせ。昼頃に運転再開。
      - 牟岐線 阿南駅 - 海部駅間で昼頃から運転見合わせ。夕方に運転再開。

    -  九州旅客鉄道
      - 肥薩線 鎌瀬駅 - 瀬戸石駅間の球磨川第一橋梁、那良口駅 - 渡駅間の第二球磨川橋梁などが流失した他、複数の駅で線路が冠水する被害が発生。
      - 鹿児島本線 川内駅 - 鹿児島駅間、日豊本線 南宮崎駅 - 鹿児島駅間、日南線 南宮崎駅 - 志布志駅間、肥薩線 八代駅 - 隼人駅間、吉都線 吉松駅 - 都城駅間、指宿枕崎線 五位野駅 - 枕崎駅間で始発より運転見合わせ。このうち日豊本線南宮崎駅 - 西都城駅間では同日昼頃に、鹿児島本線川内駅 - 鹿児島駅間、日豊本線国分駅 - 鹿児島駅間、日南線南宮崎駅 - 志布志駅間、肥薩線吉松駅 - 隼人駅間、吉都線吉松駅 - 都城駅間、指宿枕崎線五位野駅 - 枕崎駅間では同日夕方に運転再開。

    -  小湊鉄道
      - 小湊鉄道線 養老渓谷駅 - 上総中野駅間で朝から運転見合わせ。昼頃に運転再開。

    -  大井川鐵道
      - 大井川本線 五和駅 - 神尾駅間で倒木。
      - 大井川本線 金谷駅 - 千頭駅間で朝より運転見合わせ。うち新金谷駅 - 千頭駅間では5日始発に運転再開。金谷駅 - 新金谷駅間は線路障害があるため、バス代行運転を実施[363]。

    -  阿佐海岸鉄道
      - 阿佐東線 海部駅 - 甲浦駅間で昼から運転見合わせ。夕方に運転再開。

    -  土佐くろしお鉄道
      - ごめん・なはり線 安芸駅 - 奈半利駅間で昼から運転見合わせ。昼頃に運転再開。

    -  肥薩おれんじ鉄道
      - 肥薩おれんじ鉄道線 海浦駅 - 佐敷駅間で土砂流入、たのうら御立岬公園駅 - 肥後田浦駅間で道床流出、佐敷駅構内で線路が冠水する被害が発生。
      - 肥薩おれんじ鉄道線 八代駅 - 川内駅間で始発より運転見合わせ。うち出水駅 - 川内駅間では5日始発に、米ノ津駅 - 出水駅間では8日までに、水俣駅 - 米ノ津駅間では13日始発に運転再開[364]。

    -  くま川鉄道
      - 湯前線 川村駅 - 肥後西村駅間の球磨川第四橋梁が流失した他、人吉温泉駅構内で土砂流入及び線路が冠水する、保有する全車両が浸水するなどの被害を受ける[365]
      - 湯前線 人吉温泉駅 - 湯前駅間で始発より運転見合わせ。
- 5日
  - （災害・運休） 令和2年7月豪雨災害により、九州南部を中心とした各地で不通が発生[359][360][366][361][367][368][369][370][362][371]。
    -  九州旅客鉄道
      - 日豊本線 南宮崎駅 - 国分駅間、指宿枕崎線 指宿駅 - 枕崎駅間で始発より運転見合わせ（計画運休）。うち日豊本線 南宮崎駅 - 田野駅間では9日夕方に、日豊本線 西都城駅 - 国分駅間および指宿枕崎線では11日午前に運転再開。
      - 九州新幹線 熊本駅 - 鹿児島中央駅間、鹿児島本線 川内駅 - 鹿児島駅間、日豊本線 国分駅 - 鹿児島駅間、日南線 南宮崎駅 - 志布志駅間、肥薩線 吉松駅 - 隼人駅間、吉都線 吉松駅 - 都城駅間、指宿枕崎線 鹿児島中央駅 - 指宿駅間で夕方より運転見合わせ（計画運休）。うち九州新幹線では8日始発に、日南線 南宮崎駅 - 南郷駅間では8日昼頃に、肥薩線では11日昼頃に、吉都線では12日昼頃に、日南線 南郷駅 - 志布志駅間では13日午後に運転再開。
- 6日
  - （災害・運休） 令和2年7月豪雨災害により、九州南部を中心とした各地で不通が発生[372][373][374][366][361][367][375][368][369][376][370][371]。
    -  東日本旅客鉄道
      - 中央本線 辰野駅 - 塩尻駅間で夕方より運転見合わせ。9日昼頃に運転再開。

    -  東海旅客鉄道
      - 飯田線 大海駅 - 平岡駅間・伊那大島駅 - 駒ケ根駅間で朝より運転見合わせ。うち伊那大島駅 - 駒ヶ根駅間では11日始発に、大海駅 - 水窪駅間では12日始発に運転再開。
      - 中央本線 中津川駅 - 塩尻駅間、飯田線 長山駅 - 大海駅間、高山本線 美濃太田駅 - 猪谷駅間で夕方より運転見合わせ。うち中央本線 中津川駅 - 南木曽駅間、高山本線 美濃太田駅 - 下麻生駅間では9日始発に、中央本線 南木曽駅 - 塩尻駅間では10日始発に、高山本線 下麻生駅 - 下呂駅間・高山駅 - 猪谷駅間で11日始発に、飯田線で12日始発に、高山本線 下呂駅 - 飛騨萩原駅間では14日始発に運転再開。

    -  西日本旅客鉄道
      - 山陽本線 広島駅 - 岩国駅間、呉線 三原駅 - 広駅間、芸備線 備後落合駅 - 広島駅間、岩徳線 岩国駅 - 櫛ケ浜駅間、福塩線 府中駅 - 塩町駅間、美祢線 厚狭駅 - 長門市駅間、宇部線 新山口駅 - 宇部駅間で昼頃から運転見合わせ（計画運休）。うち山陽本線・美祢線では翌7日昼頃に、芸備線 三次駅 - 広島駅間では8日始発に、福塩線と芸備線 備後落合駅 - 三次駅間では8日午後に、呉線では8日夕方に、岩徳線で9日朝に運転再開。
      - 山陽本線 三原駅 - 広島駅間・岩国駅 - 新山口駅間、呉線 呉駅 - 海田市駅間、芸備線 東城駅 - 備後落合駅間、小野田線 居能駅 - 小野田駅間・雀田駅 - 長門本山駅間、木次線 出雲横田駅 - 備後落合駅間で夕方から運転見合わせ（計画運休）。うち山陽本線・呉線では翌7日昼頃に、芸備線では8日午後に、木次線で9日始発に運転再開。

    -  九州旅客鉄道
      - 鹿児島本線 羽犬塚駅 - 熊本駅間で始発より運転見合わせ（計画運休）。
      - 長崎本線 肥前鹿島駅 - 肥前浜駅間で午前より運転見合わせ（計画運休）。8日昼頃に運転再開。
      - 大村線 早岐駅 - 諫早駅、久大本線 久留米駅 - 由布院駅間で昼頃より運転見合わせ（計画運休）。うち久大本線 久留米駅 - 日田駅間では8日午後に運転再開。
      - 長崎本線 肥前山口駅 - 肥前鹿島駅間・喜々津駅 - 浦上駅間で夕方より運転見合わせ（計画運休）。うち肥前山口駅 - 肥前鹿島駅間では翌7日始発に運転再開。

    -  長良川鉄道
      - 越美南線 美濃市駅 - 郡上八幡駅間で夕方より運転見合わせ。8日午前に運転再開。

    -  錦川鉄道
      - 錦川清流線 川西駅 - 錦町駅間で昼頃から運転見合わせ。8日昼頃に運転再開。

    -  西日本鉄道
      - 天神大牟田線 西鉄柳川駅 - 大牟田駅間、甘木線 甘木駅 - 宮の陣駅間で午後から運転見合わせ。うち天神大牟田線では8日昼頃に、甘木線では9日夕方に運転再開。

    -  松浦鉄道
      - 西九州線 有田駅 - 佐世保駅間で昼頃から運転見合わせ。8日朝に運転再開。

    -  島原鉄道
      - 島原鉄道線 諫早駅 - 島原港駅間で夕方から運転見合わせ。8日始発に運転再開。

    -  肥薩おれんじ鉄道
      - 肥薩おれんじ鉄道線 出水駅 - 川内駅間で始発より運転見合わせ。翌7日始発に運転再開。
- 7日
  - （災害・運休） 令和2年7月豪雨災害により、九州を中心とした各地で不通が発生[374][366][361][367][375][369][362]。
    -  東海旅客鉄道
      - 飯田線 平岡駅 - 天竜峡駅間、身延線 芝川駅 - 身延駅間で始発より運転見合わせ。うち身延線では同日夜に、飯田線では12日夕方に運転再開。

    -  西日本旅客鉄道
      - 山陰本線 長門市駅 - 仙崎駅間で始発から運転見合わせ。

    -  四国旅客鉄道
      - 土讃線 大歩危駅 - 土佐山田駅間で始発から運転見合わせ。8日昼頃に運転再開。
      - 予讃線（内子線含む） 伊予市駅 - 宇和島駅間・観音寺駅 - 伊予三島駅間で朝から運転見合わせ。うち伊予大洲駅 - 宇和島駅間・観音寺駅 - 伊予三島駅間では同日に、伊予市駅 - 伊予大洲駅間で8日夕方に運転再開。
      - 予讃線 伊予市駅 - 八幡浜駅間で夕方から運転見合わせ。9日朝に運転再開。

    -  九州旅客鉄道
      - 久大本線 豊後中村駅 - 野矢駅間の第二野上川橋梁が流失。
      - 日豊本線 宇佐駅 - 大分駅間、鹿児島本線 羽犬塚駅 - 長洲駅間、長崎本線 肥前浜駅 - 諫早駅、久大本線 由布院駅 - 庄内駅間、豊肥本線 阿蘇駅 - 豊後荻駅間、筑肥線 山本駅 - 伊万里駅間で始発より運転見合わせ（計画運休）。うち長崎本線・筑肥線では翌8日昼頃に、豊肥本線では翌8日夕方に、鹿児島本線 羽犬塚駅 - 荒尾駅間では9日始発に、鹿児島本線 荒尾駅 - 長洲駅間で10日始発に運転再開。
      - 唐津線 久保田駅 - 唐津駅間、後藤寺線 田川後藤寺駅 - 新飯塚駅間、筑豊本線 原田駅 - 桂川駅間、日田彦山線 田川後藤寺駅 - 添田駅間で朝より運転見合わせ（計画運休）。うち唐津線では翌8日朝に、後藤寺線・筑豊本線・日田彦山線では翌8日昼頃に運転再開。

    -  大井川鐵道
      - 大井川本線 金谷駅 - 千頭駅間で始発より運転見合わせ。うち新金谷駅 - 千頭駅間で11日始発に運転再開。

    -  樽見鉄道
      - 樽見線 神海駅 - 樽見駅間で夕方より運転見合わせ。9日始発に運転再開。

    -  西日本鉄道
      - 天神大牟田線 西鉄福岡（天神）駅 - 西鉄柳川駅間で昼頃から運転見合わせ、太宰府線 太宰府駅 - 西鉄二日市駅間で一時運休。

    -  甘木鉄道
      - 甘木線 基山駅 - 甘木駅間で始発から運転見合わせ。翌8日始発に運転再開。

    -  平成筑豊鉄道
      - 田川線 田川伊田駅 - 犀川駅間で朝から運転見合わせ。うち田川伊田駅 - 油須原駅間では9日始発に運転再開。
- 8日
  - （災害・運休） 令和2年7月豪雨災害により、各地で不通が発生[361][377][367][375][368][376]。
    -  東日本旅客鉄道
      - 飯山線 豊野駅 - 十日町駅間、吾妻線 長野原草津口駅 - 大前駅間、水郡線 常陸大子駅 - 郡山駅間、京葉線 東京駅 - 蘇我駅間で朝より運転見合わせ。うち吾妻線・京葉線では昼頃に、飯山線・水郡線では夕方に運転再開。

    -  東海旅客鉄道
      - 飯田線 小和田駅 - 中井侍駅間で土留壁が崩壊。
      - 飯田線 天竜峡駅 - 伊那大島駅間で始発より運転見合わせ。11日始発に運転再開。

    -  西日本旅客鉄道
      - 北陸本線 余呉駅 - 木ノ本駅間で土砂が流入、関西本線 高井田駅 - 柏原駅間で建設中の柏原市役所新庁舎に起因する支障物が発生[378]。
      - 七尾線 宇野気駅 - 羽咋駅間で深夜から運転見合わせ。昼頃に運転再開。
      - 福塩線 府中駅 - 塩町駅間、美祢線 厚狭駅 - 長門市駅間、宇部線 新山口駅 - 宇部駅間、小野田線 居能駅 - 小野田駅間で始発から運転見合わせ（計画運休）。うち宇部線、小野田線で午前に運転再開。
      - 山陰本線 長門市駅 - 仙崎駅間、小野田線 雀田駅 - 長門本山駅間、関西本線 亀山駅 - 加茂駅間、北陸本線 近江塩津駅 - 敦賀駅間で始発から運転見合わせ。うち小野田線で午前に、北陸本線で昼頃に、関西本線で夕方に運転再開。
      - 大糸線 糸魚川駅 - 南小谷駅間、関西本線 王寺駅 - JR難波駅間で朝から運転見合わせ。うち大糸線では夕方に、関西本線では翌9日朝に運転再開。
      - 北陸本線 長浜駅 - 近江塩津駅間で夕方から運転見合わせ。翌9日始発に運転再開。

    -  九州旅客鉄道
      - 鹿児島本線 隈之城駅 - 木場茶屋駅間で築堤が崩壊、木場茶屋駅 - 串木野駅間で土砂が流入。同線 上伊集院駅 - 広木駅間、日南線 大隅夏井駅 - 志布志駅間で切取が崩壊。
      - 鹿児島本線 長洲駅 - 熊本駅間、日豊本線 中津駅 - 大分駅間、指宿枕崎線 喜入駅 - 指宿駅間、久大本線 庄内駅 - 大分駅間、豊肥本線 豊後荻駅 - 大分駅間で始発から運転見合わせ。うち鹿児島本線 荒木駅 - 羽犬塚駅間、日豊本線 中津駅 - 杵築駅間、豊肥本線 中判田駅 - 大分駅間では午前に、豊肥本線 豊後竹田駅 - 中判田駅間では昼頃に、指宿枕崎線と豊肥本線 豊後荻駅 - 豊後竹田駅間では夕方に、鹿児島本線 植木駅 - 熊本駅間、日豊本線 杵築駅 - 別府駅間では翌9日始発に、久大本線 向之原駅 - 大分駅間では翌9日夕方に、日豊本線 別府駅 - 大分駅間では翌9日夜に運転再開。

    -  日本貨物鉄道
      - 八代駅 - 鹿児島貨物ターミナル駅間で運転休止。

    -  箱根登山鉄道
      - 鋼索線 強羅駅 - 早雲山駅間で始発より運転見合わせ。夕方に運転再開。

    -  長良川鉄道
      - 越美南線 湯の洞温泉口駅 - 洲原駅間の線路が冠水。
      - 越美南線 郡上八幡駅 - 北濃駅間で始発より運転見合わせ。同日夕方に運転再開。

    -  大井川鐵道
      - 大井川本線 五和駅 - 神尾駅間で倒木、土砂流入が発生。
      - 井川線 千頭駅 - 井川駅間で始発より運転見合わせ。9日昼頃に運転再開。

    -  愛知環状鉄道
      - 愛知環状鉄道線 永覚駅 - 末野原駅間で土砂が流入。
      - 愛知環状鉄道線 北野桝塚駅 - 三河豊田駅間で始発より運転見合わせ。9日昼頃に運転再開。

    -  叡山電鉄
      - 鞍馬線 市原駅 - 鞍馬駅間で倒木、土砂流入が発生。
      - 鞍馬線 市原駅 - 鞍馬駅間で始発より運転見合わせ。

    -  平成筑豊鉄道
      - 田川線 崎山駅 - 源じいの森駅間で土砂流出、切取崩壊、落石が発生。
- 9日
  - （災害・運休） 令和2年7月豪雨災害により、各地で不通が発生[367][375][368][369]。
    -  東海旅客鉄道
      - 高山本線 飛騨萩原駅 - 上呂駅間・飛騨一ノ宮駅 - 高山駅間で土砂流入が発生。

    -  西日本旅客鉄道
      - 岩徳線 勝間駅 - 大河内駅間で法面が崩壊。
      - 和歌山線 橋本駅 - 高田駅間で始発より運転見合わせ。昼頃に運転再開。

    -  四国旅客鉄道
      - 内子線 五十崎駅 - 喜多山駅間で土砂流入が発生。
      - 予土線 近永駅 - 窪川駅間で朝より運転見合わせ。昼頃に運転再開。

    -  九州旅客鉄道
      - 日南線 南宮崎駅 - 南郷駅間、指宿枕崎線 五位野駅 - 指宿駅間で始発より運転見合わせ（計画運休）。夕方に運転再開。

    -  日本貨物鉄道
      - 鹿児島貨物ターミナル駅 - 鳥栖貨物ターミナル駅間で運転休止。

    -  大井川鐵道
      - 大井川本線 神尾駅付近で護岸浸食が発生。

    -  西日本鉄道
      - 甘木線 古賀茶屋駅 - 大城駅間の線路が冠水。
- 10日
  - （災害・運休） 令和2年7月豪雨災害により、各地で不通が発生[368]。
    -  九州旅客鉄道
      - 鹿児島本線 玉名駅 - 肥後伊倉駅間で土砂が流入、日南線 谷之口駅 - 志布志駅間で土砂流入などが発生。

    -  叡山電鉄
      - 鞍馬線 二ノ瀬駅 - 貴船口駅間で土砂流入が発生。

    -  肥薩おれんじ鉄道
      - 肥薩おれんじ鉄道線 肥後高田駅 - 米ノ津駅間で土砂流入が発生。
- 11日
  - （災害・運休） 令和2年7月豪雨災害により、各地で不通が発生[376][370][362][371]。
    -  東海旅客鉄道
      - 中央本線 中津川駅 - 塩尻駅間で夕方より運転見合わせ。翌12日昼頃に運転再開。

    -  西日本旅客鉄道
      - 山陽本線 岩国駅 - 徳山駅間、芸備線 備中神代駅 - 三次駅間、岩徳線 岩国駅 - 櫛ケ浜駅間、福塩線 府中駅 - 塩町駅間、因美線 智頭駅 - 津山駅間、姫新線 津山駅 - 新見駅間で始発より運転見合わせ。うち山陽本線・芸備線・岩徳線では昼頃に、福塩線・因美線・姫新線では午後に運転再開。

    -  四国旅客鉄道
      - 土讃線 阿波池田駅 - 土佐山田駅間で始発より運転見合わせ。翌12日昼頃に運転再開。

    -  九州旅客鉄道
      - 豊肥本線 阿蘇駅 - 豊後竹田駅間で始発より運転見合わせ（計画運休）。翌12日昼頃に運転再開。
      - 日南線 青島駅 - 油津駅間、指宿枕崎線 喜入駅 - 指宿駅間、豊肥本線 菅尾駅 - 中判田駅間で始発より運転見合わせ。うち日南線・指宿枕崎線では午前に、豊肥本線では昼頃に運転再開。

    -  大井川鐵道
      - 大井川本線 金谷駅 - 新金谷駅間で土留壁倒壊が発生。

    -  錦川鉄道
      - 錦川清流線 川西駅 - 錦町駅間で始発から運転見合わせ。午後に運転再開。
- 12日
  - （災害・運休・復旧） 令和2年7月豪雨災害により、各地で不通が発生[370][362][379]。
    -  東海旅客鉄道
      - 飯田線 天竜峡駅 - 駒ケ根駅間で始発より運転見合わせ。夕方に運転再開。

    -  東日本旅客鉄道
      - 津軽線 青森駅 - 三厩駅間、花輪線 好摩駅 - 大館駅間、釜石線 花巻駅 - 釜石駅間、中央本線 辰野駅 - 塩尻駅間で始発より運転見合わせ。うち津軽線・中央本線では昼頃に、釜石線では午後に、花輪線では翌13日朝に運転再開。

    -  九州旅客鉄道
      - 三角線 宇土駅 - 三角駅間で始発より運転見合わせ。昼頃に運転再開。
- 13日
  - （災害・運休・復旧） 令和2年7月豪雨災害により、各地で不通が発生[362][380][379][381][382]。
    -  九州旅客鉄道
      - 久大本線 3箇所で盛土流出が発生したほか豊後中村駅 - 野矢駅間の第二野上川橋梁が流失するなどの被害が確認された[383]。
      - 日南線 南郷駅 - 志布志駅間で運転再開。

    -  肥薩おれんじ鉄道
      - 肥薩おれんじ鉄道線 水俣駅 - 米ノ津駅間で運転再開。

    -  一畑電車
      - 北松江線 電鉄出雲市駅 - 雲州平田駅間、大社線 川跡駅 - 出雲大社前駅間で夜から運転見合わせ。翌14日昼頃に運転再開。
- 14日
  - （災害・運休） 令和2年7月豪雨災害により、各地で不通が発生[371][381][382][384][385]。
    -  東海旅客鉄道
      - 飯田線 七久保駅 - 伊那八幡駅間、高山本線 下呂駅 - 飛騨萩原駅間で朝より運転見合わせ。午後に運転再開。

    -  西日本旅客鉄道
      - 芸備線 広島駅 - 備中神代駅間、福塩線 府中駅 - 塩町駅間、美祢線 厚狭駅 - 長門市駅間、姫新線 姫路駅 - 新見駅間、山陰本線 米子駅 - 益田駅間、木次線 宍道駅 - 木次駅間・出雲横田駅 - 備後落合駅間、山陽本線 三原駅 - 広島駅間、岩徳線 岩国駅 - 櫛ケ浜駅間、山口線 宮野駅 - 益田駅間、伯備線 備中高梁駅 - 生山駅間、因美線 智頭駅 - 津山駅間で始発より運転見合わせ。うち美祢線では一時運転再開後に再休止、岩徳線・山陰本線では昼頃に、山陽本線・伯備線・因美線・姫新線および木次線 宍道駅 - 木次駅間では夕方に、芸備線 東城駅 - 備中神代駅間で夜に、芸備線 広島駅 - 下深川駅間・備後落合駅 - 東城駅間および山口線で翌15日始発に、木次線 出雲横田駅 - 備後落合駅間で翌15日夕方に運転再開。

    -  九州旅客鉄道
      - 鹿児島本線 宇土駅 - 八代駅間で始発より運転見合わせ。昼頃に運転再開。

    -  錦川鉄道
      - 錦川清流線 川西駅 - 錦町駅間で始発から運転見合わせ。昼頃に運転再開。
- 15日
  - （災害・運休） 令和2年7月豪雨災害により、各地で不通が発生[382][384][385][386]。
    -  東日本旅客鉄道
      - 飯山線 豊野駅 - 飯山駅間で夜より運転見合わせ。翌16日夕方に運転再開。

    -  東海旅客鉄道
      - 高山本線 飛騨一ノ宮駅 - 高山駅間で電気設備損傷が、飛騨小坂駅 - 渚駅間で線路擁壁下部の露出、土砂流入、道床流出、電気設備損傷が、上呂駅構内で土砂流入が発生。

    -  西日本旅客鉄道
      - 芸備線 上三田駅 - 中三田駅間で護岸崩壊、同線 西三次駅 - 志和地駅間で路盤流出、福塩線 吉舎駅 - 三良坂駅間で斜面崩落が発生。
- 16日
  - （災害・運休） 令和2年7月豪雨災害により、東北地方で不通が発生[386][387]。
    -  東日本旅客鉄道
      - 陸羽西線 古口駅 - 余目駅間で朝より運転見合わせ。翌17日朝に運転再開。
- 18日
  - （災害・運休・復旧・運転再開） 令和2年7月豪雨災害により、不通が発生[388][389]。
    -  東海旅客鉄道
      - 高山本線 飛騨萩原駅 - 飛騨小坂駅間・渚駅 - 高山駅間で朝から運転再開。

    -  伊豆急行
      - 伊豆急行線 伊豆高原駅 - 伊豆急下田駅間で朝より運転見合わせ。昼頃に運転再開。

    -  平成筑豊鉄道
      - 田川線 油須原駅 - 犀川駅間で始発から運転再開。
- 20日
  - （復旧・運転再開） 令和2年7月豪雨災害による被害の復旧が進んだ[389]。
    -  西日本旅客鉄道
      - 芸備線 三次駅 - 備後落合駅間で始発から運転再開。

    -  四国旅客鉄道
      - 内子線 内子駅 - 伊予大洲駅間で始発から運転再開。

    -  九州旅客鉄道
      - 鹿児島本線 川内駅 - 隈之城駅間で始発から運転再開。
- 23日
  -  箱根登山鉄道
    - （運転再開） 鉄道線 箱根湯本駅 - 強羅駅（令和元年東日本台風のため2019年10月12日から不通）[314][390][391][392]

  - （復旧・運転再開） 令和2年7月豪雨災害による被害の復旧が進んだ[393]。
    -  東海旅客鉄道
      - 高山本線 飛騨小坂駅 - 渚駅間で始発から運転再開（2020年7月6日から不通）[394][395]。

    -  大井川鐵道
      - 大井川本線 金谷駅 - 新金谷駅間で始発から運転再開（2020年7月7日から不通）[396]
- 24日
  - （災害・運休） 令和2年7月豪雨災害により、九州・中国・四国地方で不通が発生[393][397]。
    -  西日本旅客鉄道
      - 山口線 新山口駅 - 益田駅間で昼頃より運転見合わせ。同日午後に運転再開。

    -  四国旅客鉄道
      - 土讃線 大歩危駅 - 須崎駅間で朝より運転見合わせ。うち土佐山田駅 - 須崎駅間で同日昼頃に、大歩危駅 - 土佐山田駅間で翌25日昼頃に運転再開。

    -  九州旅客鉄道
      - 長崎本線 肥前浜駅 - 諫早駅間で始発より、三角線 宇土駅 - 三角駅間で朝より、肥薩線 吉松駅 - 隼人駅間で昼頃より運転見合わせ。うち長崎本線では同日昼頃に、三角線では同日午後に、肥薩線では翌25日始発から運転再開。

    -  熊本電気鉄道
      - 菊池線 上熊本駅 - 御代志駅間、藤崎線 北熊本駅 - 藤崎宮前駅間で始発より運転見合わせ。同日昼頃に運転再開。
- 25日
  - （災害・運休） 令和2年7月豪雨災害により、東海地方で不通が発生[397][398][399]。
    -  東海旅客鉄道
      - 飯田線 天竜峡駅 - 平岡駅間・水窪駅 - 大海駅間で未明より運転見合わせ。うち天竜峡駅 - 平岡駅間では28日始発から、水窪駅 - 大海駅間では28日夕方に運転再開。

    -  四国旅客鉄道
      - 土讃線 大歩危駅 - 土佐山田駅間で夕方より運転見合わせ。28日昼頃に運転再開。
- 26日
  -  富山地方鉄道
    - （脱線事故）午前9時ごろ、富山地方鉄道本線の東新庄駅 - 新庄田中駅間で、東新庄駅を発車した直後の上市発電鉄富山行きの電車（2両編成）が脱線した。乗客約40人、運転士1人にけがはなかった。これにより稲荷町駅 - 越中荏原駅間で運転を見合わせ、バス代行輸送を行った[400]。翌27日運転再開[401]

  - （災害・運休） 令和2年7月豪雨災害により、東海地方で不通が発生[397][402]。
    -  東海旅客鉄道
      - 高山本線 下呂駅 - 高山駅間で未明より運転見合わせ。翌27日始発から運転再開。
      - 東海道本線 吉原駅 - 興津駅間で昼頃より運転見合わせ。同日深夜に運転再開。
      - 身延線 西富士宮駅 - 芝川駅間で夕方より運転見合わせ。翌27日未明に運転再開。

    -  西日本旅客鉄道
      - 山陰本線 長門市駅 - 小串駅間で夕方より運転見合わせ。翌27日始発から運転再開。

    -  大井川鐵道
      - 大井川本線 下泉駅 - 田野口駅間で護岸浸食が発生。
      - 大井川本線 家山駅 - 千頭駅間で午後より運転見合わせ。
- 27日
  - （災害・運休・復旧・運転再開） 令和2年7月豪雨災害による被害の復旧が進んだ[397][403][404]。
    -  東海旅客鉄道
      - 中央本線 南木曽駅 - 塩尻駅間、高山本線 下呂駅 - 渚駅間で夜より運転見合わせ。うち高山本線では翌28日昼頃に、中央本線 南木曽駅 - 木曽福島駅間では翌28日夕方に、中央本線 木曽福島駅 - 塩尻駅間では29日朝に運転再開。

    -  九州旅客鉄道
      - 鹿児島本線 串木野駅 - 鹿児島中央駅間で始発から運転再開（2020年7月5日から不通）
- 28日
  - （災害・運休） 令和2年7月豪雨災害により、東北地方で不通が発生[405][403][399][404][406][407]。
    -  東日本旅客鉄道
      - 秋田新幹線 盛岡駅 - 秋田駅間、羽越本線 酒田駅 - 新屋駅間、奥羽本線 新庄駅 - 秋田駅間、釜石線 花巻駅 - 釜石駅間、山田線 盛岡駅 - 宮古駅間で始発より運転見合わせ。うち羽越本線・釜石線・山田線および奥羽本線 院内駅 - 秋田駅間では同日夕方に、秋田新幹線では同日夜に、奥羽本線 新庄駅 - 院内駅間では翌29日始発から運転再開。
      - 山形新幹線 山形駅 - 新庄駅間、羽越本線 村上駅 - 酒田駅間、奥羽本線 村山駅 - 新庄駅間、左沢線 山形駅 - 寒河江駅間、北上線 北上駅 - 横手駅間、陸羽西線 新庄駅 - 余目駅間、陸羽東線 鳴子温泉駅 - 新庄駅間で朝より運転見合わせ。うち北上線では同日夕方に、左沢線・陸羽東線では翌29日始発から、羽越本線では翌29日朝に、奥羽本線では翌29日夕方に、山形新幹線では30日朝に、陸羽西線では30日午後に運転再開。
      - 山形新幹線 福島駅 - 山形駅間、奥羽本線 米沢駅 - 山形駅間、米坂線 米沢駅 - 坂町駅間で昼頃より運転見合わせ。うち山形新幹線・奥羽本線では翌29日昼頃に、米坂線では翌29日夕方に運転再開。
      - 只見線 只見駅 - 大白川駅間で夕方より運転見合わせ。翌29日朝に運転再開。

    -  山形鉄道
      - フラワー長井線 赤湯駅 - 荒砥駅間で昼頃より運転見合わせ。翌29日昼頃に運転再開。

    -  由利高原鉄道
      - 鳥海山ろく線 羽後本荘駅 - 矢島駅間で朝より運転見合わせ。同日昼頃に運転再開。
- 29日
  - （災害・運休・復旧・運転再開） 令和2年7月豪雨災害による被害の復旧が進んだ[399][404][406]。
    -  東海旅客鉄道
      - 飯田線 水窪駅 - 大嵐駅間で朝から運転再開（2020年7月6日から不通）

    -  西日本旅客鉄道
      - 芸備線 備後落合駅 - 備中神代駅間で夕方より運転見合わせ。うち東城駅 - 備中神代駅間では同日夜に、備後落合駅 - 東城駅間では翌30日始発から運転再開。

    -  一畑電車
      - 北松江線 電鉄出雲市駅 - 松江しんじ湖温泉駅間、大社線 川跡駅 - 出雲大社前駅間で始発から運転見合わせ。同日朝に運転再開。
- 30日
  - （災害・運休） 令和2年7月豪雨災害により、不通が発生[407]。
    -  西日本旅客鉄道
      - 加古川線 西脇市駅 - 谷川駅間で午後より運転見合わせ。同日夜に運転再開。
- 31日
  - （災害・運休） 令和2年7月豪雨災害により、不通が発生[408]。
    -  東日本旅客鉄道
      - 只見線 会津水沼駅 - 会津中川駅間で盛土崩壊が発生。これにより会津坂下駅 - 会津川口駅間で始発より運転見合わせ[409][408]。

### 8月
- 1日
  -  九州旅客鉄道
    - （運転再開） 鹿児島本線 隈之城駅 - 串木野駅（令和2年7月豪雨災害により2020年7月5日から不通）[408][410]
- 3日
  -  東日本旅客鉄道
    - （運転再開） 只見線 会津坂下駅 - 会津川口駅間で夕方ごろから運転再開[411]。

  -  九州旅客鉄道
    - （運転再開） 鹿児島本線 長洲駅 - 植木駅（令和2年7月豪雨災害により2020年7月8日から不通）[408][412]

  -  養老鉄道
    - （運休） 養老線 大垣駅 - 揖斐駅間で始発から運転見合わせ[408]。同日朝のうちに運転再開[411]。
- 4日
  -  日本貨物鉄道
    - （運転再開）八代駅 - 鳥栖貨物ターミナル駅（令和2年7月豪雨災害により2020年7月9日から不通）[411]
- 8日
  -  九州旅客鉄道
    - （運転再開） 豊肥本線 肥後大津駅 - 阿蘇駅（熊本地震前震が発生した2016年4月14日より不通）[413][414][415][416]
    - （運転再開） 久大本線 日田駅 - 豊後森駅（令和2年7月豪雨災害により2020年7月6日から不通）[412][417][418]

  -  肥薩おれんじ鉄道
    - （運転再開） 肥薩おれんじ鉄道線 佐敷駅 - 水俣駅（令和2年7月豪雨災害により2020年7月4日から不通）[419][420]
- 12日
  -  アベリオ・スコットレール
    - （脱線事故） 9時40分ごろ、スコットランド・アバディーンシャーストーンヘーヴン（英語版）付近のダンディー・アバディーン線（英語版）を走行する1T08番インター7シティ列車（アバディーン（英語版）発グラスゴー・クイーンストリート行き）が集中降水による地滑りに遭い脱線。乗客乗員9人のうち、運転士と車掌を含む3人が死亡、6人が負傷[421][422]。
- 13日
  -  西日本旅客鉄道
    - （運転再開） 福塩線 府中駅 - 塩町駅（令和2年7月豪雨災害により2020年7月14日から不通）[423][424][418]
- 15日
  -  西日本旅客鉄道
    - （運転再開） 芸備線 三次駅 - 下深川駅（令和2年7月豪雨災害により2020年7月14日から不通）[423][425][418]
- 18日
  -  関東鉄道
    - （犯罪予告・運休） 常総市役所に爆破予告のメールが送られたことを受け、午後3時以降に常総線の守谷駅 - 下妻駅間で計画運休が行われ、区間内の駅舎も一時閉鎖された[426]。午後5時前に運転再開[427]。
- 28日
  -  大井川鐵道
    - （運転再開） 大井川本線 家山駅 - 千頭駅（令和2年7月豪雨災害により2020年7月26日から不通）[428][429]
- 29日
  -  九州旅客鉄道
    - （運転再開） 久大本線 庄内駅 - 向之原駅（令和2年7月豪雨災害により2020年7月8日から不通）[430][429]

### 9月
- 4日
  - （災害・運休） 福井県嶺北地方を震源とする地震により、一部に運休が発生[431][432]。
    -  えちぜん鉄道
      - 三国芦原線、勝山永平寺線で一時運転見合わせ。

    -  福井鉄道
      - 福武線で一時運転見合わせ。
- 5日
  - （災害・運休） 台風第10号の影響により、沖縄本島で運休が発生[433][434]。
    -  沖縄都市モノレール
      - 沖縄都市モノレール線全線で夜より運転見合わせ。翌6日昼頃に運転再開。
- 6日
  - （災害・運休・避難） 台風第10号の影響により、西日本で運休が発生[433][434][435][436][437][438]。
    -  西日本旅客鉄道
      - 台風の接近に備え、博多総合車両所に停車する予定がある山陽新幹線約30編成のうち、同日夜までに1編成を同車両所岡山支所に、5編成を広島支所に避難させることを決めた。残りは屋根付きの車庫に入れるなどの対策を講じるという[439][440]。
      - 山陽本線 徳山駅 - 下関駅間、山陰本線 小串駅 - 幡生駅間、宇部線・美祢線・小野田線全線、山口線 新山口駅 - 宮野駅間で夜より運転見合わせ。いずれもは8日始発から運転再開。

    -  四国旅客鉄道
      - 予土線 窪川駅 - 宇和島駅間で昼頃より運転見合わせ。翌7日夕方から運転再開。
      - 予讃線 伊予市駅 - 宇和島駅間、土讃線 伊野駅 - 窪川駅間・大歩危駅 - 土佐山田駅間、牟岐線 阿南駅 - 海部駅間で夕方より運転見合わせ。うち予讃線・牟岐線は翌7日午後から、土讃線は翌7日夕方から運転再開。

    -  九州旅客鉄道
      - 鹿児島本線 川内駅 - 鹿児島駅間、豊肥本線 肥後大津駅 - 豊後竹田駅間、日豊本線 佐伯駅 - 鹿児島駅間、宮崎空港線 田吉駅 - 宮崎空港駅間、日南線 南宮崎駅 - 志布志駅間、肥薩線 吉松駅 - 隼人駅間、吉都線 都城駅 - 吉松駅間、指宿枕崎線 鹿児島中央駅 - 枕崎駅間で始発より運転見合わせ。うち鹿児島本線・宮崎空港線・日南線・吉都線および日豊本線 延岡駅 - 鹿児島駅間、指宿枕崎線 鹿児島中央駅 - 五位野駅間は8日始発から、日豊本線 佐伯駅 - 延岡駅間は8日昼頃から、指宿枕崎線 五位野駅 - 指宿駅間は8日午後から、豊肥本線・肥薩線は9日始発から、指宿枕崎線 指宿駅 - 山川駅間は9日午後から、指宿枕崎線 山川駅 - 枕崎駅間は10日始発から運転再開。
      - 久大本線 日田駅 - 豊後森駅間で午前より運転見合わせ。8日午後から運転再開。
      - 九州新幹線 熊本駅 - 鹿児島中央間、鹿児島本線 荒尾駅 - 八代駅間、豊肥本線 豊後竹田駅 - 大分駅間・熊本駅 - 肥後大津駅間、日豊本線 柳ケ浦駅 - 佐伯駅間、三角線 宇土駅 - 三角駅間、久大本線 久留米駅 - 日田駅間・庄内駅 - 大分駅間、筑豊本線 桂川駅 - 原田駅間、日田彦山線 城野駅 - 添田駅間、後藤寺線 新飯塚駅 - 田川後藤寺駅間、長崎本線 鳥栖駅 - 長崎駅間、佐世保線 肥前山口駅 - 佐世保駅間、大村線 早岐駅 - 諫早駅間、筑肥線 筑前前原駅 - 唐津駅間・山本駅 - 伊万里駅間、唐津線 久保田駅 - 西唐津駅間で昼頃より運転見合わせ。うち九州新幹線、日豊本線・久大本線・筑豊本線・日田彦山線・後藤寺線および豊肥本線 豊後竹田駅 - 大分駅間、長崎本線 鳥栖駅 - 肥前大浦駅間は8日始発から、豊肥本線 熊本駅 - 肥後大津駅間および筑肥線 筑前前原駅 - 唐津駅間は8日朝から、鹿児島本線・大村線・佐世保線及び長崎本線 肥前大浦駅 - 長崎駅間は8日昼頃から、三角線は8日午後から、唐津線は8日夕方から、筑肥線 山本駅 - 伊万里駅間は9日始発から運転再開。
      - 九州新幹線 博多駅 - 熊本駅間、鹿児島本線 門司港駅 - 荒尾駅間、日豊本線 小倉駅 - 柳ケ浦駅間、筑肥線 姪浜駅 - 筑前前原駅間、香椎線 西戸崎駅 - 宇美駅間で午後より運転見合わせ。いずれもは8日始発から運転再開。
      - 筑豊本線 若松駅 - 桂川駅間、山陽本線 下関駅 - 門司駅間、篠栗線 桂川駅 - 吉塚駅間で夕方より運転見合わせ。いずれもは8日始発から運転再開。

    -  土佐くろしお鉄道
      - 中村線 窪川駅 - 中村駅間、宿毛線 中村駅 - 宿毛駅間で夕方より運転見合わせ。いずれも翌7日午後から運転再開。

    -  阿佐海岸鉄道
      - 阿佐東線全線で夜より運転見合わせ。翌7日午後から運転再開。

    -  西日本鉄道
      - 天神大牟田線、太宰府線、甘木線、貝塚線全線で夕方より運転見合わせ。うち貝塚線は翌7日昼頃から、残りは翌7日夕方から運転再開。

    -  平成筑豊鉄道
      - 田川線、伊田線、糸田線全線で午後より運転見合わせ。いずれも8日始発から運転再開。

    -  筑豊電気鉄道
      - 筑豊電気鉄道線全線で夕方より運転見合わせ。翌7日昼頃から運転再開。

    -  甘木鉄道
      - 甘木線全線で午後より運転見合わせ。8日始発から運転再開。

    -  福岡市交通局
      - 空港線 姪浜駅 - 西新駅間、箱崎線 馬出九大病院前駅 - 貝塚駅間で夜より運転見合わせ。いずれも翌7日昼頃から運転再開。

    -  北九州高速鉄道
      - 小倉線全線で午後より運転見合わせ。翌7日昼頃から運転再開。

    -  長崎電気軌道
      - 本線、赤迫支線、桜町支線、大浦支線、蛍茶屋支線全線で夕方より運転見合わせ。いずれも翌7日午後から運転再開。

    -  松浦鉄道
      - 西九州線全線で夕方より運転見合わせ。8日始発から運転再開。

    -  島原鉄道
      - 島原鉄道線全線で夕方より運転見合わせ。8日始発から運転再開。

    -  南阿蘇鉄道
      - 高森線 中松駅 - 高森駅間で午前より運転見合わせ。8日始発から運転再開。

    -  肥薩おれんじ鉄道
      - 肥薩おれんじ鉄道線 出水駅 - 川内駅間で昼頃より、佐敷駅 - 出水駅間で午後より運転見合わせ。いずれも8日始発から運転再開。

    -  熊本市交通局
      - 田崎線、幹線、水前寺線、健軍線、上熊本線全線で夕方より運転見合わせ。いずれも翌7日午後から運転再開。

    -  熊本電気鉄道
      - 菊池線、藤崎線全線で午後より運転見合わせ。いずれも8日始発から運転再開。

    -  鹿児島市交通局
      - 第一期線、第二期線、谷山線、唐湊線全線で昼頃より運転見合わせ。いずれも翌7日昼頃から運転再開。
- 7日
  - （災害・運休） 台風第10号の影響により、西日本で運休が発生[434][441][435]。
    -  東海旅客鉄道
      - 名松線 家城駅 - 伊勢奥津駅間で朝から運転見合わせ。同日午前から運転再開。
      - 身延線 身延駅 - 鰍沢口駅間、東海道本線 名古屋駅 - 岐阜駅間で午前から運転見合わせ。うち東海道本線は同日昼頃から、身延線は同日午後から運転再開。
      - 飯田線 大海駅 - 中部天竜駅間で午後に一時運転見合わせ。

    -  西日本旅客鉄道
      - 山陽新幹線 広島駅 - 博多駅間、山陽本線 三原駅 - 徳山駅間、山陰本線 浜坂駅 - 小串駅間、山口線 宮野駅 - 益田駅間、岩徳線・可部線・呉線全線、芸備線 広島駅 - 備後落合駅間、福塩線 府中駅 - 塩町駅間、関西本線 亀山駅 - 加茂駅間、湖西線 和邇駅 - 近江塩津駅間で始発より運転見合わせ。うち関西本線は同日昼頃から、湖西線は同日午後から、山陽新幹線・山陽本線・山陰本線・山口線・岩徳線・可部線・呉線・芸備線・福塩線は翌8日始発から運転再開。
      - 赤穂線 相生駅 - 播州赤穂駅間、姫新線 上月駅 - 津山駅間、播但線 寺前駅 - 和田山駅間で朝より運転見合わせ。いずれも同日午前から運転再開。
      - 姫新線 勝間田駅 - 津山駅間で午前より運転見合わせ。同日午後から運転再開。
      - 因美線 東津山駅 - 津山駅間で昼頃より運転見合わせ。同日午後から運転再開。
      - 福知山線 新三田駅 - 谷川駅間で午後に一時運転見合わせ。

    -  四国旅客鉄道
      - 予讃線 伊予三島駅 - 新居浜駅間、土讃線 阿波池田駅 - 大歩危駅間で始発より運転見合わせ。うち予讃線は同日午後から、土讃線は同日夕方から運転再開。

    -  近畿日本鉄道
      - 鳥羽線 宇治山田駅 - 鳥羽駅間で朝から運転見合わせ。同日昼頃に運転再開。
      - 名古屋線 近鉄八田駅 - 桑名駅間で昼頃に一時運転見合わせ。

    -  山陽電気鉄道
      - 本線 東二見駅 - 高砂駅間で朝から運転見合わせ。同日午後に運転再開。

    -  神戸電鉄
      - 粟生線 小野駅 - 粟生駅間で昼頃から運転見合わせ。同日夕方に運転再開。

    -  一畑電車
      - 北松江線、大社線全線で始発より運転見合わせ。いずれも同日午後に運転再開。

    -  広島電鉄
      - 宮島線、本線、宇品線、江波線、横川線、皆実線、白島線全線で始発より運転見合わせ。いずれも同日午後に運転再開。

    -  広島高速交通
      - 広島新交通1号線全線で始発より運転見合わせ。同日午前に運転再開。

    -  錦川鉄道
      - 錦川清流線全線で始発より運転見合わせ。翌8日始発から運転再開。

    -  とさでん交通
      - 後免線、伊野線、桟橋線、駅前線全線で始発より運転見合わせ。いずれも同日朝8時より運転再開。
- 9日
  -  千葉都市モノレール
    - （火災・運休） 午後1時55分ごろ、千葉市若葉区の車両基地内にある殿台変電所のケーブルから出火。ケーブルや変電所設備の一部が損傷し、電気の供給ができなくなったため、午後2時10分ごろから全線が運休した[442]。翌10日始発より動物公園駅 - 千葉みなと駅間で[443]、11日始発より全線で運転再開[444]。
- 23日
  -  福岡市交通局
    - （火災・運休） 午前8時25分ごろ、空港線赤坂駅に停車中の西唐津発福岡空港行きの九州旅客鉄道の車両（6両編成）の5両目のパンタグラフ付近から出火し、福岡市地下鉄の空港線・箱崎線および九州旅客鉄道の筑肥線の一部が運転を一時見合わせた。けが人はなかった[445]。
- 28日
  -  東海旅客鉄道
    - （運転再開）飯田線 水窪駅 - 平岡駅（令和2年7月豪雨災害により2020年7月6日から不通）[446][447][448]

### 10月
- 4日
  -  WILLER TRAINS（京都丹後鉄道）
    - （暴走事故） 夜9時5分頃、宮津線（宮舞線）の丹後由良駅 - 栗田駅間で、西舞鶴発豊岡行列車の運転士が栗田駅の手前で異音を聞き、非常ブレーキを作動させ列車を停止させたが、運転士が点検のために降車しようとしたところ、列車は急に動き始め、栗田駅を通過した後、同駅の242m先で停止した。乗客乗員5人に怪我はなかった[449]。
- 31日
  -  阿武隈急行
    - （運転再開） 阿武隈急行線 富野駅 - 丸森駅（令和元年東日本台風のため2019年10月12日から不通）[450][451][452][453]

  -  東日本旅客鉄道
    - （窃盗事件） 午前0時半ごろ、日暮里駅のホームで、同駅に到着した京浜東北線の車内で泥酔の男性の財布を盗った都営地下鉄大江戸線月島駅の駅員の男性が現行犯逮捕された[454]。

### 11月
- 1日
  -  肥薩おれんじ鉄道
    - （運転再開） 肥薩おれんじ鉄道線 八代駅 - 佐敷駅（令和2年7月豪雨災害により2020年7月4日から不通）[455][456]
- 2日
  -  ロッテルダム地下鉄
    - （脱線事故） ロッテルダム電鉄の車両が高架駅であるデ・アッケルス駅の先端部分に設けられた車止めを突破して脱線。先頭車両は線路の傍らに設置されていたクジラの下半身を象った彫刻の尾びれの部分に乗り上げて停止したため、およそ10メートル下を流れる運河に落下することを免れた[457][458]。
- 16日
  -  台中捷運
    - （車両不具合） 昼頃、高鉄台中駅付近で試運転中の緑線の車両の連結器の軸部分が破断、これにより試運転が一時停止[459]。
- 23日
  -  阪急電鉄
    - （脱線事故） 午後7時ごろ、阪急神戸線の御影駅 - 六甲駅間にある高羽踏切で、大阪梅田駅行きの特急電車（8両編成）の先頭車両が脱線[460][461]。これにより夙川駅 - 新開地駅間で終日運転を見合わせ[461]。

### 12月
- 14日
  -  札幌市交通局
    - （漏水・運休） 4時頃、札幌市営地下鉄南北線北34条駅で警報装置が作動。調べたところホームの連絡通路が漏水していたことが判明。さらに地下鉄の走行路にも浸水していることが新たに判明した。9時25分頃から北24条駅 - 麻生駅間で運転を見合わせ、北24条駅 - 真駒内駅間で折り返し運転。さらにバスの代行輸送を実施した[462][463]。その後、翌15日16時50分に全線で運転を再開したが、北34条駅は通過となり、代行バス輸送も継続されている[464]。
- 22日
  -  東日本旅客鉄道
    - （偽造事件） 国土交通省鉄道局に所属する49歳の課長補佐の男が18日午後、自ら偽造した『青春18きっぷ』を使用して京浜東北線の石川町駅 - 東京駅間を乗車し、同区間の運賃570円を詐取したとして、この日までに警視庁丸の内署に偽造有価証券行使及び詐欺の疑いで逮捕。調べに対し容疑を認め、「電車代を浮かす目的でやった」と供述。切符を不審に思った東京駅員が警察に通報していた[465][466]。

## 鉄道車両

### 運転開始・運転終了・さよなら運転
- 1月31日
  -  台北捷運
    - （運転開始） 台北捷運環状線電車[12]
- 2月28日
  -  東京地下鉄
    - （運転終了） 03系[467]
- 3月1日
  - 東海旅客鉄道
    - （運転終了） 700系[注 6][468][469]
- 3月13日
  - 東日本旅客鉄道
    - （運転終了） 251系「スーパービュー踊り子」[470][471]

  - 西武鉄道
    - （運転終了） 10000系「レッドアロー」（池袋線・秩父線）[472]

  - 近畿日本鉄道
    - （運転終了） 2680系「鮮魚列車」（日本最後の行商専用列車）[473][474]
- 3月14日
  -  北海道旅客鉄道
    - （運転開始） H100形[35][475][476]

  -  東日本旅客鉄道
    - （運転開始） E261系「サフィール踊り子」[477][478]

  -  西日本旅客鉄道
    - （運転開始） 271系[479][480]

  -  九州旅客鉄道
    - （運転開始） YC1系[481]

  -  近畿日本鉄道
    - （運転開始） 80000系「ひのとり」[474][482][483]

  - 首都圏新都市鉄道
    - （運転開始） TX-3000系[271][484]
- 3月20日
  -  箱根登山鉄道
    - （運転開始） ケ10・ケ20形[485][486]
- 3月26日
  -  小田急電鉄
    - （運転開始） 5000形（2代）[487][488]

  -  広島高速交通
    - （運転開始） 7000系[489]
- 3月28日
  -  阪堺電気軌道
    - （運転開始）1101形[490]
- 3月29日
  -  東日本旅客鉄道
    - （運転終了） 651系「伊豆クレイル」[注 7]
    - （定期運転終了） キハ48形「リゾートうみねこ」[496][497]
- 5月30日
  -  長野電鉄
    - （運転開始） 3000系[498][499]
- 6月2日
  -  阪神電気鉄道
    - （運転終了） 7861形・7890形[500]
- 7月1日
  -  東海旅客鉄道
    - （運転開始） N700S系[501][502]
- 7月3日
  -  舞浜リゾートライン
    - （運転開始） 100形(Type-C) [503][504][505]
- 7月4日
  -  四国旅客鉄道
    - （運転開始） キハ185系「志国土佐 時代の夜明けのものがたり」[506][507][注 8][508]

  - しなの鉄道
    - （運転開始） SR1系[509][510][511]
- 8月1日
  - 近江鉄道
    - （運転開始） 300形[512][513]
- 8月10日
  - 東日本旅客鉄道
    - （運転終了） キハ48形「リゾートみのり」[514][515][516]
- 9月11日
  - 西日本旅客鉄道
    - （運転開始） 117系「WEST EXPRESS 銀河」[517][518][519][注 9]
- 10月3日
  - 西日本旅客鉄道
    - （運転開始） 521系100番台[520]
    - （運転開始） キロ47系「etSETOra」[521][522][523]
- 10月10日
  - 四国旅客鉄道
    - （運転開始） キハ185系・キクハ32形「藍よしのがわトロッコ」[524][525]
- 10月14日
  - ゆりかもめ
    - （運転終了） 7200系[526]
- 10月15日
  - 九州旅客鉄道
    - （運転開始） 787系「36ぷらす3」[527][528][529]
- 10月19日
  - 東日本旅客鉄道
    - （運転終了） 205系（武蔵野線）[要出典]
- 11月2日
  - 鹿児島市交通局（鹿児島市電）
    - （運転終了） 20形（花電車）[530]

  -  高雄捷運公司（高雄捷運環状軽軌）
    - （運転開始） 高雄捷運シタディス電車[531]
- 11月6日
  - 相模鉄道
    - （運転終了） 新7000系[532]
- 11月30日
  - 阿佐海岸鉄道
    - （運転終了） ASA-100形・ASA-300形[230][533]
- 12月19日
  - 東日本旅客鉄道
    - （運転終了） E3系「現美新幹線」[534]
- 12月21日
  - 東日本旅客鉄道
    - （運転開始） E235系1000番台[535][536]

  - 北陸鉄道
    - （運転開始） 03系[537][538]

### 新系列・新形式
- 首都圏新都市鉄道
  - TX-3000系[271]
- 阪堺電気軌道
  - 1101形[539]
- しなの鉄道
  - SR1系[509]
- 東京地下鉄（東京メトロ）
  - 17000系
- 東京都交通局（都営地下鉄）
  - 6500形[540]
- 台湾鉄路管理局
  - EMU900型[541]

### 譲渡形式
- 長野電鉄 ← 東京地下鉄
  - 3000系
- 北陸鉄道 ← 東京地下鉄
  - 03系[537][538]
- 大井川鐵道 ← 南海電気鉄道
  - 6000系[542]
- 東武鉄道 ← 芳賀地区広域行政事務組合
  - C11形[543]
- 八戸臨海鉄道 ← 東日本旅客鉄道
  - DE10形[544]
- 富山地方鉄道 ← 西武鉄道
  - 10000系

### 消滅形式
- 東京地下鉄
  - 03系[467][545]
- 東日本旅客鉄道
  - 251系
  - スユニ50形
- 東海旅客鉄道
  - 700系[注 10]
- 近畿日本鉄道
  - 2680系
- 阪急電鉄
  - 3000系[546]
- 阪神電気鉄道
  - 7861形[546]
  - 7961形[546]
  - 7990形[546]
- 大阪市高速電気軌道
  - 10系
- 広島高速交通
  - 1000系
- ゆりかもめ
  - 7200系
- 相模鉄道
  - 新7000系

### 受賞
- ブルーリボン賞 - 西武001系電車[547]
- ローレル賞 - JR四国2700系気動車[547]
- グッドデザイン賞 - 近鉄80000系電車[548]、東京メトロ17000系[549]、首都圏新都市鉄道TX-3000系[550]、 台湾鉄路管理局鳴日号[551]

## その他
- 1月21日
  - 京浜急行電鉄
    - （新規開業） 京急ミュージアム[552]
- 1月27日
  - ラムズデン・ヘリテージ・トラスト
    - （機関車発掘） ニュージーランドVクラス蒸気機関車1台がオレティ川の川底より発掘された。1927年に洪水防止のために、ニュージーランド鉄道が同川に投入したものとされる[553]。